# 刀劍神域世界觀與設定
刀劍神域世界觀與設定是《刀劍神域》的世界觀與設定介紹。

## 共通用語
NERDLES
構成本作根骨的虛擬實境技術。全名為。由埋藏在機器內的無數信號原件產生多重電場，和使用者的腦部直接連接，不是透過眼睛或耳朵等感覺器官，而是直接對腦部傳送虛擬的五感情報來生成虛擬空間。同時透過回收腦部發給身體的電子訊號，就算在虛擬空間內進行各種運動，現實世界的身體也毫無反應。
下列是作品中的技術或機器 :
第一世代
只有極少數娛樂場所和舒壓機構有引進的最早期機器，作品中沒有描述其名稱。
第二世代
小型化後的民生用機。作品中共出現兩款。
NerveGear
第一款民生用NERDLES機器。外型類似包覆頭部的拳擊用護具。基礎設計出自茅場晶彥之手，由ARGUS公司以世上最早使用NERDLES技術的家用遊戲機名義發售，在市場上創下極佳的銷售紀錄。使用時和使用者的腦部連接，直接對腦部傳送虛擬五感來生成虛擬實境，並同時回收腦部發給身體的電子信號。使用者就算在虛擬世界內運動，現實世界的身體也毫無影響。因其電磁波輸出功率上限足以破壞人腦，所以SAO事件發生後，被認定為惡魔的機器，政府因此下令停止製造，並回收、廢棄了大多數成品。和人因為以提供與茅場有關的情報當交換條件而被特許持有。因此在SAO事件後入手極為不易。
在同原作者的《加速世界》動畫版中被提及，而且性質與開發年代都相同。
AmuSphere
NerveGear的後繼機，由RECT公司販售。外型為兩個圓環並排的冠狀器具。標榜「絕對安全」，是將NerveGear的保護系統與安全機構強化，電磁脈衝減弱後的產品。雖然安全性獲得了提升，但因為基於安全緣故削減了信號元件的密度，因此性能上比起NerveGear略顯遜色。由於其他規格都和NerveGear相同，所以兩部機器間遊戲可以互通。若玩家情緒過度激動，會觸發安全機制導致自动登出。
第三世代
Medicuboid
醫療用完全潛行機器，名稱由來為「醫療」和「方塊」的組合字。
NerveGear的延伸型，基礎設計出自茅場晶彥，開發者為神代凜子。由於該機體完成時發生了SAO事件，使其安全性遭受政府質疑而無法進入測試階段。後來因紺野木綿季成為測試者，並以該機體連續潛行了虛擬世界約三年，她的使用數據使該機體能於國內的醫療機構進入實用階段。
其最受注目的功能之一是臨終關懷。
第四世代
Soul Translation Technology
簡稱，STL的技術核心。
靈魂翻譯機（Soul TransLator）
簡稱，由作為RATH開發者的比嘉健所研發的實驗機，機體內部結構是以Medicuboid與紺野木綿季的使用數據為基礎開發而成的，且核心還使用了以茅場晶彦生前遺留的基礎理論所完成的量子演算迴路。
與第三世代及之前的機體不同，STL不是與腦連接的介面，而是以量子通訊達到與搖光溝通的介面，直接從搖光中讀取或傳輸「泛用視覺記憶資料」，讓使用者在潛行期間體驗高質感的虛擬實境；且還擁有複製搖光、記憶操作的功能；還能夠活化人類的「天然搖光」，使大腦中受損的神經網絡進行再生，但要進行神經網路再生的治療，就必須關閉保護搖光的功能（導致美國傭兵襲擊Ocean Turtle時切斷主電源，導致桐人的搖光被電流通過）。此外，使用該機體潛行時，使用者的腦電波狀態跟睡眠時的狀態一樣。
在川原礫的另一作品《加速世界》第9卷中，Ash Roller提到Soul Translator是「神經連結裝置」在市場上發售之前的大型實驗機，能夠在10公尺之外和實驗者的大腦相連接。

簡稱，由RATH 所研發的實驗機，為體積縮小後的STL，但性能稍微較STL低。
腦部植入式晶片（Brain Implant Chip）
簡稱。仍在研究中的技術，美國的聖塔克萊拉大學所研發的腦內植入型VR機器，與STL不同，因為是由現有的NERDLES技術的延長線上所發展成的技術，和人曾認為這才是完全潛行技術發展的「正常進化型」。
在作者的另一部作品《加速世界》中，由於BIC與NerveGear和神經連結裝置不同，無法關閉電源，可能會被人利用作弊，而且如果被駭客入侵更是難以處理，所以除了某些特例（例如得了失聲症的四埜宮謠），一般人是不能合法植入BIC的。
AR數位資訊裝置「Augma」（Augma）
在《刀劍神域劇場版：序列爭戰》作品中的穿戴型擴增實境終端裝置，與AmuSphere相比移除了完全潛行功能，並以豐富的AR機能取而代之。
裝置外型：可穿戴式機種，外觀類似於小型的頭戴式耳機，其輕巧性高於完全潛行裝置的「AmuSphere」。
裝置特點：利用發揮到極致的擴增實境功能，取代「完全潛行」。
裝置功能：可將視覺、聽覺、觸覺資訊，傳給清醒狀態下的玩家，使人們能以遊戲的方式，享受有益健康的運動或進行健康管理，因此玩家日漸增加。
內建裝置：擷取生命徵象的金屬機體、收音麥克風、腦部掃描感測器、內建視線檢測攝影機的管控程式系統與發汗、脈搏感測器。
完全潛行（Full Dive）
指連上NERDLES創造出的假想空間。因在虛擬世界裡活動角色，現實中的身體並不會跟著動作，就像是「意識完全進到遊戲中不受外界干擾」而有此稱呼。
Cardinal
用以管制SAO等VRMMO的自動除錯與遊戲平衡維持系統，工作內容為調整怪物和NPC的AI、道具性能和货币经济平衡等。當發現有破壞遊戲平衡的疑似密技行為會立刻進行修正，幾乎可以防止所有的遊戲異常和鑽系統漏洞的狀況發生。Cardinal本身也使用兩個分離的主程式互相維護的模式，不需人力維持也能保持遊戲正常營運。
由於茅場晶彥最初開發Cardinal是為了實行SAO計劃，所以在設計架構上Cardinal本身擁有許多能間接將遊戲環境導向毀滅的機能（SAO通關後所進行的數據銷毀正是基於此功能所為），而茅場在之後簡化版的The Seed裡則移除了相關功能。
The Seed
能製作、管理小型VRMMO的免費軟體。茅場晶彥託付給桐人的「世界的種子」。從運作VRMMO必需的輕量化Cardinal到遊戲的製作工具都包在裡面，只要準備好3D物件和伺服器就能建立出VRMMO環境。用The Seed開發出的VRMMO間，是有可能相連的，用同一名角色就能在無數的VRMMO間漫遊。
The Seed聯合體（The Seed Nexus）
基於The Seed開發出的各VRMMO間的連結計劃，使情報與角色可如同跨越國境般，在各遊戲之間漫游。第一個與ALO建立連結的是以月面為舞台的遊戲LUNASCAPE。
在2026年9月，所有The Seed連結體的虛擬世界融合成Unital Ring。
SAO生還者（SAO Survivor）
泛指從SAO事件生還的玩家的網路用語。其中還是中、小學生的玩家們被編入政府設立的特別學校，部分紅色或橙色玩家被安排入院或保護觀察。大部分的生還者依然有持續遊玩VRMMORPG，但也有不少人得到VR世界恐懼症。但因微笑棺木部分成員所引發死槍事件緣故，使幾乎所有在SAO「殺人」的紅色或橙色玩家被警方秘密列入長期監視名單。
這些生還者們都有在虛擬世界生活長達2年的經驗，對虛擬實境的適應性極佳，能忍受普通人無法接受的長時間完全潛行。
SAO事件記錄
記錄了SAO事件的書籍，內容主要是根據SAO生還者的口述進行編寫。
在OS事件後，出版了內容加以補充的第二版。

### 企業相關
ARGUS
NerveGear的銷售公司，同時也是SAO的營運公司。
SAO事件爆發後，公司不但倒閉，還遭到RECT的收購。
RECT
結城家旗下的公司，CEO為結城彰三。在須鄉引發ALO事件後，由結城浩一郎成為新任CEO。
AmuSphere的銷售公司，同時也是ALO的營運公司。ALO事件後，ALO被Ymir所收購。
在《加速世界》中，與神邑（Kamura）同為STLT研究機構兼神經連結裝置的銷售公司。
Ymir
ALO新的營運公司。經營者原本是ALO的老玩家。在須鄉引發ALO事件導致ALO停運後，一些老玩家主動組成新公司接手經營ALO，使其重新運作。
ZASKAR
GGO的營運公司，總部設在美國。
神邑（Kamura）
新興的ICT企業，RECT的競爭對手。創辦人為神邑橣的父親，成立於21世紀初，一直以來以SNS遊戲和在線視頻服務為核心，於2026年突入製造業，開發販售可穿戴型多用途設備Augma。
在《加速世界》中，神邑橣也是黑雪公主與其姐姐（White Cosmos）的生母，神邑橣的丈夫也是Kamura的研究員。而且本企業與RECT同為STLT研究機構兼神經連結裝置的銷售公司之一。
RATH
開發STL的企業，詳情見「RATH」。
Glowgen Defense Systems
通稱，美國PMC，CTO為加百列・米勒。

### 學校相關
SAO歸還者學校
校名不明。SAO事件時年齡在6至18歲而沒有被觀察的生還者在完成復健後，政府為他們設立的特別學校。有完整的推薦升學制度，而教學和功課都透過電子處理完成。
東都工業大學
設定在東京大田區大岡山的工業型大學，原形為東京工業大學。東京工業大學多處標誌性地方也被畫進OS劇場版中。在2018年，東工大更與SAO共同舉辦了講座活動
重村研究室
東都工業大學的研究室之一，教授為重村徹大。主要負責電子工程、腦機介面、虛擬實境及擴增實境等領域的研究。
茅場晶彥、須鄉伸之、後澤銳二、神代凜子和比嘉健等人都是該研究室出身的。在OS事件後，重村徹大辭去教授一職，使研究室遭到校方關閉。
私立永恆女子學院
位於港區白金，從國小到大學包辦的16年一貫教育的女子學校，是一間擁有百年歷史的名校。
結城、兔澤深澄與神邑橣曾經就讀的學校。
在《加速世界》中，為白之軍團「震盪宇宙」和「加速研究社」的大本營。
加州理工學院（California Institute of Technology）
神代凜子曾經就職的學校。

### 政府相關
總務省綜合通信基盤局高度通信網振興課第二個室
通信網路內假想空間管理課
通稱「假想課」，主要工作為觀察和監控各VRMMO在日本國內的發展。菊岡誠二郎表面上的身份所屬工作部門。
SAO事件對策組
SAO事件發生後，日本政府為了解救SAO玩家成立的特殊部門，菊岡誠二郎是對策組的組長。然而對策組在死亡遊戲期間卻對玩家受困的局面無能為力，在SAO生還者被解放後，才能透過RECT留存的資料以及生還者的口供了解遊戲裹的發展，並針對不同玩家作相應處理。
海洋資源探查研究機構
日本政府探勘海洋資源的研究機關，實際上是RATH的另一個偽裝，位置在伊豆諸島海域漂浮著的「海龜」上，詳細資訊請參照「海龜」。
RATH
語出於《愛麗絲鏡中奇遇》中的詩《傑伯沃基》中的綠毛豬。表面上是開發STL的企業，實際上是由日本自衛隊年輕幹部與日本年輕工程師所組成的政府部門，主要研究能適用於軍事用途的虛擬實境技術，現正以STL技術研發能適用於無人兵器的人工智慧。由於為國家機密，所以大部分員工（特別是六本木大樓的員工）都不知道該企業的真正用途。在ALO事件結束後，RATH招募了部分RECT的職員。
設有兩處據點：一處在東京都港區的六本木大樓，另一處在伊豆諸島海域漂浮著的「海龜」上。
RATH六本木分部
RATH的分公司，在東京都港區的六本木大樓。由於六本木有一間婦產科醫院，所以RATH將分公司建立在六本木大樓，使RATH能便於複製新生嬰兒的搖光。
擺放STL試作型的一號機（先被桐谷和人使用，後被朝田詩乃使用）和六號機（被桐谷直葉使用）的地方。
海龜
靠著核子動力爐在伊豆諸島海域上漂浮著的巨大船隻，比美國最大的航空母艦尼米茲號還要大。語出於《愛麗絲夢遊仙境》第9章中的假海龜。
RATH總公司的所在地。日本政府向外宣稱是「探勘海洋資源」的研究機關，事實上是存放Underworld伺服器的重要地帶。
由於Ocean Turtle遭受美國傭兵襲擊，導致Alicization計劃曝光，因此Ocean Turtle遭受日本政府封鎖。
主軸（Main Shaft）
高100，直徑20公尺，以鈦合金圍起的海龜的中樞部位，各種重要的系統都放在主軸中。
上軸（Upper Shaft）
主軸的上半部，副控制室和第二STL室的所在地。
第二STL室為擺放STL四號機（被桐谷和人使用）和五號機（被結城使用）的地方。有著較嚴密的保護。
下軸（Lower Shaft）
主軸的下半部，主控制室和第一STL室的所在地。
第一STL室為擺放STL二號機（被加百列·米勒使用）和三號機（被瓦沙克·卡薩魯斯使用）的地方。

## Sword Art Online
「Sword Art Online」縮寫為「SAO」，中文版翻譯為「刀劍神域Online」。世上第一款使用NerveGear遊玩的VRMMORPG（虛擬實境大規模線上角色扮演遊戲）。
在SAO中玩家是沒有魔法方面的技能，取而代之的是接近無限數量的物理系技能，意即玩家在遊戲中只能使用物理系的攻擊。主要原因是想讓玩家在遊戲中藉由運用自己的身體戰鬥，親身體驗到完全潛行環境的最大魅力。除了劍技等戰鬥技能外，遊戲中也具備鍛造、裁縫、釣魚、料理與音樂等多樣化的非戰鬥用的技能，可讓玩家在遊戲中也能體驗生活的感覺。
在遊戲正式營運的首日（2022年11月6日），作為NerveGear和本遊戲的設計者的茅場晶彥將SAO「還原」，使玩家無法登出，且在遊戲世界中HP歸零會讓玩家在現實世界中死亡。桐人擊敗茅場後，茅場以完成遊戲攻略為由終止了遊戲的的處理程序並讓仍生存的玩家們登出遊戲，同時遊戲伺服器也自動銷毀數據報廢，原SAO的遊戲舞台自動崩潰。然而，事實上大部分數據（包括玩家資料和舞台資料）似乎並沒有被銷毀，並在重新營運的ALO和OS中登場。在ALO事件後，由於RECT賣出的ALO遊戲數據包括SAO的數據，所以「艾恩葛朗特」得以重建，並整合到重新營運後的ALO之中。

### 名稱用語
生命之碑
位於第1層起始城鎮的黑鐵宮內的巨大石碑，上面刻有全部玩家的角色名，死者會被畫上橫線，並註明死亡時間與死因。
封弊者（Beater）
來自於桐人虛張聲勢後对自己的蔑稱，「封」測和作「弊」的組合名詞。因新加入者认为参加过封测的玩家能運用封閉測試時所得到的知識，在正式營運時能比他人搶先得到怪物資源。由於在第1層Boss 的攻略戰中因為Boss 使用了封測資料中沒有的招式導致出現犧牲者，為了避免有人因此找上提供資訊的封測玩家尋仇，同時为了降低新加入者对封测玩家的仇恨，桐人順勢扮演此形象將仇恨集中在自己一人身上。
撿拾者
封測時期出現的稱號，部分玩家專注於撿拾第5層的遺物和寶物等道具，卻沒有參與攻略而得到此蔑稱。
數獨者
封測時期出現的稱號，部分玩家認為破解第6層廣埸的數獨謎題後就會獲得獎勵而專注於解謎，所以沒有參與攻略而得到此蔑稱。據桐人所言，解謎一直都失敗，在封測的最後一天他們記下了提示後登出，在現實世界以電腦軟件破解謎題，但再返回SAO輸入正確答案後卻沒有獲得任何獎勵。
職業
SAO中並沒有所謂的職業系統，玩家的定位是以使用的武器與擅長的技能加以區分，例如使用單手直劍的「單手劍士」，另外還有裝備厚重防具與盾牌來提升防禦力與生命值的「盾戰士」，使用細劍的「突刺劍士」，熟練曲刀而練就太刀技能的「太刀使」等。
也有專精生活技能而被稱為「鍛造師」、「裁縫師」、「商人」和「廚師」等的玩家存在。
馴獸師（Beast Tamer）
並非因武器或技能而得到的職業名稱，而是對擁有使魔的玩家的一種稱呼。在平時只會見人就打的怪物中，有一小部分的小型怪物會以極低的機率會向玩家採取接近示好的行為，此時假如拿該種怪物喜歡的特定食物給牠，就可以馴服牠成為使魔。對於觸發示好事件的規則仍屬不明，但唯一確認的是殺害該種怪物越多次就越不可能將牠收為使魔，也因此要刻意去收服使魔是很困難的，所以大多的馴獸師都是意外的好運。
使魔不會主動攻擊怪物，攻擊力也不高，但通常具備一些珍貴的輔助技能，能使冒險更為輕鬆。使魔無法收進背包內，也不能離馴獸師太遠。
在使魔死亡後有機率會落下名字有「心」的道具，只要失去使魔的馴獸師有取得「心」並在三天內親自前往第47層的「回憶之丘」，取得使魔復活用道具「靈魂之花」就可讓使魔復活。但要是超過期限，「心」就會變成「遺物」，使魔再也不能復活。
PK
又稱。
怪物PK
簡稱。利用怪物殺死玩家的手段。
決鬥PK
簡稱。在PvP中故意殺死玩家，而且殺人者更不會被系統定義為罪犯。
煽動PK
簡稱。
睡眠PK
并沒有簡稱。指在A玩家在遊戲中睡着的時候，B玩家發送PvP邀請給A玩家，再利用A玩家的角色按下接受鍵，B玩家便可以利用這個PvP的漏洞殺死A玩家
種族
人族
玩家與NPC的種族。
精靈族
NPC的種族之一。
森林精靈
精靈族之一。
黑暗精靈
精靈族之一。
墮落精靈
夜之一族
NPC的種族之一，吸血鬼種族。

### 遊戲舞台
艾恩葛朗特
SAO的舞台，玩家們攻略的城堡的名字。以鐵和石頭組成，共有100層的巨大浮游城，最底層的直徑約有10公里，往上各層逐漸減少，各層內部有都市、村莊、森林、湖泊和洞穴等不同環境。每層上樓的樓梯只有一座，都位在有頭目級魔物把守的迷宮深處，通過樓梯後可啟動下一層中央城鎮的轉移門。
其中第25、50、75層都對攻略組造成很嚴重的傷害。
「艾恩葛朗特」之名來自，也就是「實體化的世界」，和人推測浮游城的造型是象徵著時間軸與空間層的交會。
在ALO重新營運後，導入了ALO中。後來，ALO的新生艾恩葛朗特被強制轉移到UR中。

### 系統
光標
SAO中能以光標顏色表示玩家、怪物和NPC的狀態。
在玩家方面，綠色代表一般玩家，橙色代表做了偷竊、強奪道具，甚至是殺人等系統上認定是犯罪的玩家。
圈內
圈外
結婚系統
與實質上的結婚不同，SAO中的結婚是將道具庫合併，不過只限異性玩家。
因為需要將道具欄合併的關係，在充滿猜忌的SAO裡，只有非常信任對方的人才會結為夫妻關係。
虛空資料
游戏《虚空断章》中，Cardinal系統為了測試玩家的適應性而製作出來的「仿真人格程式」。
最後（致命）一擊
簡稱，意指給予頭目怪物最後一擊的人能夠拿到額外特殊獎勵道具的機制，也就是一般線上遊戲所謂的「尾刀」。
玩家對戰（Player versus Player）
簡稱，SAO的決鬥系統。

#### 技能
劍技（Sword Skill）
強調體感的SAO中的特殊系統，擺出對應的準備動作觸發技能後，系統會對角色的動作與速度進行輔助，施展平時難以做到的超人技巧。
雖然不發動劍技也能做出類似動作，但威力、速度和準度無法相提並論。反過來說，因劍技是由系統帶動的制式動作，直到完成前無法變招或停止（若硬是取消劍技會造成自身極大的硬直時間），因此判讀對手的準備動作就成了決鬥時的重要技巧。
單手劍技
單手長劍劍技（One-handed sword sword skill）
斜斬（Slant）
單手長劍技能，單發技。被桐人稱為三種基礎劍技（單手長劍技能）之一。
劍的軌道呈斜線的斬擊，共有四種使用方法，分別為由左上至右下、由右上至左下、由左下至右上或由右下至左上進行斬擊。
在Underworld的薩卡萊特流派中，被稱為「蒼風斬」。
尖銳側斬（Sharp slant）
單手長劍技能，2連擊技。
陡峭側斬（Steep slant）
水平斬（Horizontal）
單手長劍技能，單發技。被桐人稱為三種基礎劍技（單手長劍技能）之一。
劍的軌道呈水平線的橫向斬擊，共有兩種使用方法，分別為由左至右或由右至左進行斬擊。
在Underworld的諾魯基亞流派中，被稱為「水輪斬」。
水平弧形斬（Horizontal Arc）
單手長劍技能，2連擊技。
水平方形斬（Horizontal Square）
單手長劍技能，4連擊技。
在Underworld的諾魯基亞流派中，被稱為「水輪斬·冰雨」。
垂直斬（Vertical）
單手長劍技能，單發技。被桐人稱為三種基礎劍技（單手長劍技能）之一。
劍的軌道呈直線的垂直斬擊，共有兩種使用方法，分別為由上至下或由下至上進行斬擊。
在Underworld的諾魯基亞流派中，被稱為「雷閃斬」。
垂直孤形斬（Vertical Arc）
單手長劍技能，2連擊技。
垂直四方斬（Vertical Square）
單手長劍技能，4連擊技。
香港J2翻譯成「縱弧斬」。在Underworld的諾魯基亞流派中，被稱為「雷閃斬·繚亂」。
圓弧斬
單手長劍技能，2連擊技。
蛇咬（Snake bite）
單手長劍技能，2連擊技。
憤怒刺擊（Rage Spike）
單手長劍技能，單發技。
音速衝擊（Sonic leap）
單手長劍技能，單發突進技。
奪命撃（Vorpal Strike）
單手長劍技能，為單手長劍技能中等級最高且威力最大的單發突刺技，射程可達至5公尺。
桐人於Underworld與最高司祭亞多米尼史特蕾達交戰時，桐人曾以「二刀流」與「劍技連攜」的方式使出2連擊版本的奪命撃。
在《加速世界》中，為Black Lotus與Graphite Edge的第二階段心念技之一。
奪命破壞（Vopal Destruction）
銳爪（Sharp Rail）
單手長劍技能，3連擊技。
迴旋盾（Spinning Shield）
單手長劍技能，武器防禦技能。單手轉動劍柄，使整把劍轉動，暫時用作護盾。
在《加速世界》中，Graphite Edge能使用二刀流版本的迴旋盾。
鋸齒波浪
單手長劍技能，單發·範圍攻擊型劍技。使用時朝地面揮落引發高周波而使劍振動，然後宛若鋸齒刀刃般的特效光呈放射狀擴散，常使用在妨礙移動。
殘暴施力點（Savage Fulcrum）
單手長劍技能，3連擊技。使用時會發出藍色光芒，先水平劃出，在將劍九十度迴轉，往正上方砍去，在斜著由左下往右上劈去。
咆哮八音符（Howling Octave）
單手長劍技能，8連擊技。
新星升天（Nova Ascension）
單手長劍技能，10連擊技，為單手長劍技能中等級最高且連擊數最高的劍技。
弦月軌跡（Crescent Locus）
細劍劍技（Rapier sword skill）
線性攻擊（Linear）
細劍技能，單發突刺技。
流星（shooting star）
細劍技能，單發突刺技。
平行刺擊（Parallel Sting）
細劍技能，2連擊技。
十字苦刑（Crucifixion）
細劍技能，6連擊技。
星屑飛濺（Star Splash）
細劍技能，8連擊技。
閃光穿刺（Flash puncture）
細劍技能，11連擊技。
短劍劍技
短刃（Fad Edge）
短劍技能，4連擊技。
犬齒
短劍技能，朝上突刺技。
急咬（Rapid Bite）
短劍技能，突進技。
雙手劍劍技（Two-handed sword sword skill）
爆炸（blast）
雙手劍技能，單發上段斬。
小瀑布（Cascade）
雙手劍技能，單發上段斬。
大瀑布（Cataract）
雙手劍技能，2連擊技。
滾石墜落（Meteor Fall）
雙手劍技能，2連撃斬。
閃電（Lightning）
雙手劍技能，5連擊斬。
戰刃（Fight Blade）
雙手劍技能，5連擊斬。
颶風（Cyclone）
雙手劍技能，範圍技。
在Underworld的賽魯魯特流派中，為單手長劍技能並被稱為「輪渦」。
背後突擊（Connect Backlash）
雙手劍技能，單發技。
在Underworld的瓦爾提歐流派中，被稱為「逆浪」。
雪崩（Avalanche）
雙手劍技能，為雙手劍技能中等級最高且威力最大的單發斬擊技。
在Underworld的海伊·諾魯基亞流派中，被稱為「天山烈波」。
混合技能
隕石衝擊（Meteor Break）
劍技與體術的混合技能，7連擊技。
特殊技能（Extra Skill）
達成特殊條件後能夠解鎖的技能，使用人數較一般技能少。例如克萊因的「太刀」即是修行曲刀技能後有很高機會出現的特殊技能。
體術
在艾恩葛朗特第2層完成「體術大師」任務所習得的技能。
閃打
體術技能，單發拳擊技。
弦月
體術技能，單發踢技。以後空翻使出踢擊。
空掄
冥想
在艾恩葛朗特第6層完成任務後所習得的技能。
覺醒
冥想熟練度達到500後獲得，可以抵擋捆縛的異常狀態。
吟唱
遊戲中較為少見的非劍技型技能。能以歌聲或樂器演奏給予其他玩家狀態強化或以此引開怪物對其他玩家的攻击。據特典《希望之歌（ホープフル・チャント）》描述，此技能在尤娜死亡事件後因集中引怪的危險性而廣為流傳，直到遊戲通關前都沒有在最前線被活用過。
刀劍技（Katana skill）
絶空
刀技能，單發橫向技。
旋風
刀技能，6連撃技。
緋扇
刀技能，6連撃技。
東雲
刀技能，5連擊技。
旋車
刀技能，2連擊範圍技。
羅刹
刀技能，3連擊技。
鷲羽
刀技能，9連擊技。
散華
刀技能，5連擊技。
獨特技能（Unique Skill）
已知習得玩家只有一名的稀有技能。因樣本數太少，故在玩家間取得條件都為不明，目前已知只有2位。最先被確認的獨特技能為希茲克利夫的「神聖劍」，之後是桐人的「二刀流」。
其實是茅場晶彥特別設計，只有滿足特定條件玩家能取得的技能。之後在新生ALO導入劍技系統前的檢查中，共發現10種有怪異條件的技能。這些技能在新生ALO 中都遭到刪除。
在外傳《Sugary Days（シュガーリィ・デイズ）》的後記中提到，所有獨特技能都是從冥想技能（熟練度500以上）進化而成。因此取得獨特技能後，冥想技能會消失。
神聖劍
理念為「以劍作為攻擊主手，以盾作為攻擊副手」，不只能展開堅固無比的防禦，盾牌本身也能施展劍技。其他持單手武器和盾的玩家，是無法以盾牌施展劍技的。謠傳習得條件之一為必須持有成對的劍與盾，但始終沒被證實。持有者為「希茲克利夫」。
二刀流
左右手各裝備一把劍後，除兩把劍能同時發動劍技外，也能使用二刀流專用劍技。沒有二刀流技能的玩家，就算裝備兩把武器，同一時間也只有其中一把能發動劍技，而且發動劍技的武器動作有極大的可能性會被另一把武器干擾，故一般單手武器使用者另一手大都裝備盾牌（也有因為造型需求或重量問題而不佩盾的例子）。只有全玩家中擁有最高反應速度的玩家能習得的技能。持有者為「桐人」。桐人在2024年1月攻略第50層頭目後所習得的技能。
雙重圓弧（Double Circular）
二刀流劍技，突進技。
在沒有劍技系統的GGO中，桐人曾以光子劍和口徑5.7的FN Five-seveN手槍使出此劍技擊敗死槍「史提爾芬」（SAO紅色公會「微笑棺木」幹部「赤眼」沙薩）。
十字格擋（Cross Block）
二刀流劍技，武器防禦技能。
星爆氣流斬（Starburst Stream）
二刀流劍技，16連擊技，是桐人最為熟練且信賴的二刀流劍技。
最初小說中文版是翻譯成「星爆氣流斬」，但後來官方正式定名為「星光連流擊」。
桐人於Underworld與加百列交戰時，在尤吉歐殘留的搖光記憶的協助下追加了一擊，讓此劍技變成17連擊技。
在《加速世界》中，為Black Lotus與Graphite Edge的第二階段心念技之一。
日蝕（The Eclipse）
二刀流劍技，27連擊技，在二刀流劍技中擁有最高的連擊數。
最初小說中文版是翻譯成「日蝕」，但後來官方正式定名為「光環連旋撃」。
在《加速世界》中，名稱改為「光環連旋撃」，為Black Lotus與Graphite Edge的第二階段心念技之一。
煉獄重擊（Inferno Strike）
煉獄奇襲（Inferno Raid）
雙重啟示（Dual revelation）
終結之槍（End revolver）
會心擊
據外傳《Sugary Days（シュガーリィ・デイズ）》的後記，只有全玩家中最早達到一萬次真暴撃的玩家能習得的技能。技能效果未明。遊戲通關前未有持有者。
暗黑劍
作者在2005年寫的網路版刀劍神域的人氣投票的角色問與答中提及到。只有全玩家中殺害其他玩家數目最多的玩家能習得的技能。技能效果未明。遊戲通關前未有持有者。
拔刀術
作者在2005年寫的網路版刀劍神域的人氣投票的角色問與答中提及到。習得條件及技能效果未明。遊戲通關前未有持有者。
手裏劍術
作者在2005年寫的網路版刀劍神域的人氣投票的角色問與答中提及到。習得條件及技能效果未明。遊戲通關前未有持有者。
無限槍
作者在2005年寫的網路版刀劍神域的人氣投票的角色問與答中提及到。習得條件及技能效果未明。遊戲通關前未有持有者。
系統外技能
預知
系統外技能，從敵人的劍和重心預測敵人將會使用的劍技。
識破
系統外技能，從怪物或人類的視線預測遠距離攻擊的軌道。
辯音
系統外技能，從各種環境的聲音中識別怪物或人並找出其位置。
誤導
系統外技能，先誘導作為人工智慧的怪物的學習功能，再給予其負荷使其露出破綻。
氣息感覺
系統外技能，又稱「超感覺」，以感受敵方的殺氣搶先視覺與聽覺發現準備偷襲的敵人。
切換（Switch）
系統外技能，複數玩家互換位置，同時回復HP 。

### 武器
韌煉之劍（Anneal Blade）
艾恩葛朗特第1層透過「森林的秘藥」任務取得的獎勵，在遊戲初期是相當高性價比的單手劍，擁有8次強化試行次數。大部分玩家在初期也是使用該武器，特別是桐人等封測玩家。
風花劍（Wind Flurent）
遊戲初期能取得的高品質細劍武器，亞絲娜曾在桐人協助下獲得一把作為初期的佩劍。
劇場版中則改為由米特贈送。
圓月輪（Chakram）
第二層怪物的稀有掉寶，桐人將其獲得的圓月輪轉贈給了因患有輕度FNC而不適合近戰的涅茲哈。
騎士細劍（Chivelric Rapier）
亞絲娜以「風花劍」為素材重新回爐鍛造出的細劍，擁有高達15次的強化試行次數。是由黑精靈族鍛煉師打造的成品。
日暮之劍（Sword of Eventide）
桐人在精靈戰爭的戰役任務中獲得的獎勵，雖然不若「韌煉之劍」般以堅固耐用見長，但卻有著首屈一指的精準度和攻擊力。
窩魯布達之劍
冬之痕（Winter Scar）
劇場版《序列爭戰》前傳《Hopeful chant》裡亞絲娜過去的佩劍，由「風花劍」二度回爐冶煉而成。
閃爍之光（Lambent Light）
白色劍身的細劍。是由莉茲貝特親手打造的高階逸品。持有者為亞絲娜。由「風花劍」三度回爐冶煉而成。
逐闇者（Dark Repulser）
碧綠色劍身的單手長劍。是由莉茲貝特以水晶石英親手打造而成，持有者為桐人。
似乎有著隨維修次數而讓刀身逐漸變透明的不明特性，莉茲貝特認為這把劍會在完成使命時自行崩毀。在之後與希茲克利夫進行雙方設定為超低血量的對決時劍尖確實因不明原因而碎裂。
魔劍
大多的怪物掉落物性能都比不上鍛治師打造的作品，因而對前者以雜牌貨稱之，但在極低的機率下怪物也會掉落不論耐力或威力都勝過高級鍛治師大多數作品（極少數由鍛造師鍛造的高階逸品級裝備能與之匹敵）的頂級武器，而這類武器就稱為「魔劍」。桐人的「闡釋者」和PoH的「殺友菜刀」都屬於此類。
闡釋者（Elucidator）
「魔劍」之一，黑色劍身的單手長劍。是第50層迷宮頭目的LA獎勵。持有者為桐人。
在《加速世界》中，名稱改為「解明劍」，為Graphite Edge的第三階段心念技的名稱。
殺友菜刀（Mate Chopper）
「魔劍」之一，外型類似菜刀的短劍。持有者為PoH。
據PoH所言，此武器具備殺死越多人（玩家）就越強大，殺死怪物則會使其性能弱化的特性。但如果斬殺的怪物達到一定數量的話就能解除該副作用，並且武器本身會進化成名稱類似的長刀。
此武器隨著PoH的帳戶轉移至UW，發揮出吸收「死者」（人工搖光或被強制登出的玩家）天命的特性，甚至能補充使用者損失的天命，後來在PoH和桐人的決戰中損毀。

### 道具
武勇之旗
公會旗幟，是給予第5層頭目的獎勵，但不是LA獎勵。
只要將它立起來，在半徑15至20公尺以內的所有公會成員，全部能力都會上昇的支援效果。
水晶
擁有特殊功能的八角柱型道具，在沒有魔法的SAO中顯得特別珍貴，價格昂貴。不同顏色的水晶具有不同的功用，且迷宮中偶爾會有禁止使用水晶的區域和陷阱存在，通稱「水晶無效化空間」。
在ALO重新營運後，導入ALO中。
還魂之聖晶石
可讓HP歸零的玩家復活的稀有道具，但一定要在HP歸零的玩家完全消失前（約10秒內）使用才有效。是2023年12月24日（聖誕夜）35層岀現的聖誕節頭目「叛教徒尼可拉斯」的LA獎勵。桐人在取得後才得知此道具的復活限制，由於無法用於復活幸，失望之餘將其轉送给克萊因。
靈魂之花
在使魔死亡後有機率會落下名字有「心」的道具，只要失去使魔的馴獸師有取得「心」並在三天內親自前往第47層的「回憶之丘」，取得使魔復活用道具「靈魂之花」就可讓使魔復活。但要是超過期限，「心」就會變成「遺物」，使魔就不能復活了。
雜燴兔肉
S級超稀有食材，由於會掉落該食材的怪物極容易逃跑，因此相當難以入手。

### 組織

#### 玩家組織
攻略組
以艾恩葛朗特頂層為目標，總是在最高樓層攻略的玩家們的通稱，在一萬名玩家中只占寥寥數百人（實際上約500人左右）。等級與裝備都不是一般玩家比的上，在一般玩家中有如偶像般的存在。
血盟騎士團（Knights of the Blood）
公會名稱縮寫為「KoB」，是艾恩葛朗特攻略組中公認實力最強的公會，會長為希茲克利夫，總部設在第55層的都市「格朗薩姆」，公會徽章是白底色紅十字。
風林火山（Furinkazan）
艾恩葛朗特攻略組的公會之一，會長為克萊因，團員全部在SAO開始前就互相認識，公會徽章是日本戰國時代武田家的家徽。
聖龍聯合（Divine Dragons Alliance）
公會名稱縮寫為「DDA」，為了攻略不惜變成橙名，除了「軍隊」以外的最大公會，目標是贏過血盟騎士團而取得「SAO最強公會」的稱號，加入條件嚴格，總部設在第56層，公會徽章是銀白底色藍龍。
艾恩葛朗特解放軍（Aincrad Liberation Forces）
簡稱為「軍隊（ALF）」，全SAO最大的公會，若將分支公會全數算入，成員數逼近全SAO玩家的三分之一，會長為日本最大的網路遊戲綜合情報站「MMOTODAY」的管理者「辛卡」。主張應該儘量共享情報和資源，團結全體玩家共同攻略死亡遊戲，但在第25層頭目戰死傷慘重後行動方針由「攻略遊戲」改為「強化組織」。因公會行事作風太一板一眼而被戲稱為「軍隊」，但事實上內部的確也採行了軍隊式的階級管理。基本上負責維持已攻略樓層的秩序，將逮捕的犯罪玩家囚禁在第1層的據點「黑鐵宮」內。原本名稱是「MTD」，「MMOTODAY」的簡稱，後來才被副會長牙王改名為「ALF」，在牙王政變失敗後由辛卡解散並重組為更平和的互助組織。
龍騎士旅團（Dragon Knights Brigade）
月夜黑貓團（Moonlit Black Cats）
由啟太和他高中的4位同學所組成的中階等級玩家公會。
因桐人偶然相助而邀請桐人加入。其成員間自然親切的互動讓長期在高壓力的攻略組獨行的桐人非常嚮往，不惜隱瞞等級加入。
在會長啟太離隊前往購買「公會小屋」時，其它成員去了從未踏足的第27層的迷宮區。但在不顧桐人反對打开宝箱時触发了陷阱，导致除桐人外全員當場慘死。啟太也在聽完桐人讲述完事情經過後，从艾恩葛朗特外圍跳下自殺。
讓桐人對隱瞞等級而無法正確引導同伴一事悔恨不已，在心靈留下極深的創傷，更加深拒絕與人組隊的想法。
金蘋果（Golden Apple）
在短篇《圈內事件》提到，曾經存在的中階等級玩家公會。只為賺取旅館與飲食費用去進行安全狩獵的8人小公會，會長為葛莉賽達，副會長為葛利牧羅克。
2023年秋天時意外打倒了一隻極為稀有的怪物，而那隻怪物掉落了一枚能提升20點敏捷的稀有戒指，經由成員投票表決以5:3贊成將戒指賣出後平分財物，由公會會長前往前線城鎮委托他人出售。但過了預定時間後會長葛莉賽達卻沒有回來並音訊全無，直到成員前往黑鐵宮的「生命之碑」去確認狀況才發現葛莉賽達於前往上層的當天晚上死於貫通屬性傷害。為此公會成員認為兇手為自己人而彼此互相懷疑，最後公會因而解散。
天穹師團（Divine Division）
傳說勇者（Legend Braves）
犯罪組織
橙色公會（Orange Guild）
SAO中能以光標顏色表示玩家狀態，其中綠色代表一般玩家，橙色代表做了偷竊、強奪道具，甚至是殺人等系統上認定是犯罪的玩家。因此專幹盜賊勾當的公會被稱為「橙色公會」。
泰坦之手（Titan's Hand）
艾恩葛朗特的專幹盜賊勾當的【橙色公會】，最後由桐人受託將全員送進黑鐵宮。
紅色公會（Red Guild）
相較於一般犯罪玩家，專門以殺害玩家為樂的玩家則更進一步稱為「紅色玩家」，被一般玩家當作怪物一樣畏懼，這類玩家組成的公會則被稱為「紅色公會」，其中以「微笑棺木」最為出名。
微笑棺木（Laughing Coffin）
艾恩葛朗特的殺人【紅色公會】，在會長「PoH」的號召下組成，成員全都是以殺害玩家為樂的紅色玩家，在SAO玩家心目中的危險度更甚任何怪物。在漫畫「女孩任務」裡莉茲提到過微笑棺木有幾個像是下部組織的公會，多半都是山賊或海盜。最後在攻略組發起的討伐行動中遭到殲滅。

### 任務／事件
森林的秘藥
武器強化欺詐事件
公會《傳說勇者》為了取得玩家武器及換取價值而計劃出來的，借強化武器失敗一事而從中騙得玩家武器。被桐人發現後，公會向玩家們道歉及賠償武器、金錢上的損失。公會成員表示有人在不求回報的情況下教授他們騙取玩家武器的手法，使桐人推測目的是為了讓受害者們處決公會成員，藉此引發PK事件。
精靈戰爭
往日的船匠
圈內事件
公會《金蘋果》的成員凱因茲和夜子為找出殺死會長的犯人而計畫出來的，他們計畫「圈內事件」以逼凶手現形。他們利用東西的耐久值與轉移水晶的巧妙手法來詐死，讓「圈內事件」難以看出破綻，不過還是被桐人發現。
微笑棺木討伐戰
由攻略組發起的行動，接獲情報得知微笑棺木根據地的攻略組組織了由50名成員組成的討伐隊，但因為不明原因導致的情報洩漏使得戰局陷入混亂，然而之後依然是以攻略組的勝利告終。殲滅戰中11名攻略組成員和21名微笑棺木成員死亡，其中2名微笑棺木成員被當時加入討伐隊的桐人所殺，12名俘虜被送入黑鐵宮監獄，會長PoH此後下落不明。
實際上是微笑棺木會長PoH故意將公會大本營情報洩漏給攻略組，並且同樣將攻略組的情報告知給旗下的成員；換言之整起討伐行動完全是由PoH一人主導的。

## ALfheim Online
「ALfheim Online」縮寫為「ALO」，北歐神話中妖精國度的意思。由結城家旗下子公司「RECT製造」營運，核心技術源自從「ARGUS」接收的「Sword Art Online」，擁有相同的角色數據儲存格式。最大特徵是所有的玩家都擁有有限的飛行能力，能體驗以肉身翱翔天際的感覺。設定上玩家分成9個精靈族，以進化成「光之精靈」為目標，朝被稱為「世界樹」的巨大樹木頂點邁進。屬於技巧制的遊戲，等級給予的HP加成很低，技能熟練度不計入攻擊力公式，只有透過反復磨練操作技術才能加強實力。戰鬥上相當仰賴玩家的運動神經，且鼓勵不同種族之間的PK，遊戲難度相當的高。沒有SAO的劍技系統，但有「魔法」的存在。
為進行非法的人腦實驗，須鄉伸之在SAO被成功攻略時非法截獲包括亞絲娜在內的約300名幸存者，並在ALO中的世界树上建立了非法的虛擬實驗室，用於研究人腦實驗和囚禁亞絲娜。須鄉伸之的所作所為曝光後，「RECT製造」解散，ALO也停止營運。
後來有幾位的本業從事風險投資的ALO玩家組成了新公司「Ymir」，並以極低價向RECT買下了ALO的所有資料數據，再讓ALO以The Seed的環境重新營運（不過ALO實際上是使用完整版的Cardinal系統）。由於RECT所出售的ALO資料內也包含了SAO的資料，使新生ALO除了有九成舊ALO玩家願意留下之外，前SAO玩家的帳號也可轉換過來，原ALO玩家與前SAO玩家的比例約為「7：3」。Ymir還以SAO的資料數據為基礎，進行了一連串大規模系統升級，包括解除飛行的滯空限制、「世界樹都市」的實裝、浮游城「艾恩葛朗特」與「劍技系統」的導入等，並開發了可讓玩家自行錄製招式的「原創劍技系統」。此外，在玩家住宅中可以連結外部網路，因此可以收看由其他VRMMO播送的網路節目。

### 名稱用語
光之精靈（Alf）
傳說中居住於世界樹頂端的種族，沒有滯空限制，可真正的在ALO之中無限飛行，所有玩家莫不以轉生為光之精靈為最大目標，因而各族屢次發動登上世界樹的攻略行動。在ALO重新營運後，相關設定遭到刪除。
劍士之碑
在ALO重新營運後，立在艾恩葛朗特黑鐵宮的石碑（和舊SAO的生命之碑同位置），碑面會刻上擊敗各層頭目的玩家的名字，若以一支隊伍（上限7人）達成此壯舉，全隊的名字都會刻上，如果是以複數的隊伍（上限為7隊，共49人）達成，碑面上只會出現各隊隊長的名字。
滯空限制
ALO雖是標榜著「自由飛行」的遊戲，但玩家的飛行能力實際上受到了限制，需照射日光或月光才能恢復，且只有闇精靈能在地下空間飛行。
在ALO重新營運後，飛行的時間限制被移除（地下無法飛行的機制則得到保留）。
殘存之火
ALO角色死亡後的等待狀態，能看和聽到周圍的狀況卻無法自力移動。在倒數歸零前能被魔法或道具復活，歸零後會被傳送回城鎮重生。
中立城鎮
不屬於九族精靈領地的城鎮，領地叛徒都以這些城鎮作為根據地。
領地叛徒（Renegade）
以中立城鎮為據點，和任意種族玩家組隊冒險的玩家。是相對於以領地城鎮為據點，只和自己種族組隊，並將部分所得上繳的玩家的稱呼。有些玩家是自願成為領地叛徒，但也有真的被種族「放逐」出來的玩家。
因為有攻略世界樹的種族共同任務的存在，因此領地叛徒通常會受到只和自身種族組隊的玩家歧視，但在世界樹任務移除後，領地叛徒的概念已漸趨薄弱。

### 遊戲舞台
世界樹（Yggdrasill）
名稱由來自北歐神話中的世界之樹，聳立在ALO世界中央的參天巨樹。
世界樹都市（Yggdrasill City）
在ALO重新營運後，建築在世界樹頂的空中城市，與樹根的城市阿魯恩可透過隱藏在樹體內的升降梯通行。
司伊魯班
風精靈的領地首都，別名「翡翠之都」。
弗莉莉亞
貓精靈的領地首都。
卡坦
火精靈的領地首都。
新生艾恩葛朗特
參照「艾恩葛朗特」，依莉法他們猜測為ALO裡的中土世界（人類之國），而且攻略完100層後似乎能過彩虹橋連接阿斯嘉特。

### 精靈種族
玩家可選擇的種族—共9個，不同種族有不同特性。
風精靈（Sylph）
長處為飛行速度與聽力，能使用基本的治療魔法與攻擊魔法（動畫）。
火精靈（Salamander）
長處為武器與攻擊，動畫中能使用火屬性的攻擊魔法與基本的回復HP的魔法。
目前在ALO中勢力最強大的種族，與領地相鄰的風精靈族關係惡劣。
水精靈（Undine）
長處為回復魔法與水中活動。
大地精靈（Gnome）
長處為耐久力和採掘。
貓精靈（Cat Sith）
長處為馴化魔獸、敏捷、視力，目前與風精靈友好。
守衛精靈（Spriggan）
長處為尋寶與幻象魔法，擁有即使在地下也能飛行一定時間的專用上級技能，人氣不高，比較少玩家選擇。
在動畫中，桐人使用過變身成怪物的魔法與魔法煙霧彈。
音樂精靈（Pooka）
長處為樂器演奏及歌唱，能透過音樂迷惑與操縱怪物。
小矮妖（Leprechaun）
長處為武器生產及精緻工藝。
闇精靈（Imp）
長處為在黑暗飛行與黑暗環境的視力。

### 技能
魔法
魔法的學習與種族和技能值有關，不同種族各有其擅長的屬性，但只要技能值夠高，也能學習其他屬性的魔法，使用時需實際用嘴「詠唱」出咒文，會有玩家念錯而放不出魔法的狀況。
純淨水面（Purified surface）
魔法技能，咒語為艾茲庫·卡茲拉·芙蕾茵·布魯努魯，安達斯庫·布蘭多·歐咕·艾伊托魯多（現身吧神聖的泉水，阻止火焰與毒的吐息），使用時會生成出一個直徑將近十公尺的水面，這個水面則擁有HP回復效果與抗火·抗毒效果。
回復
魔法技能，咒語為賽亞·費茲拉·黑伊拉庫魯·阿魯斯特魯，普羅特·斯帕魯·巴尼（神聖的水啊請治癒他們，讓冰冷的死亡遠離吧），使用時會生成出一個擁有HoT效果的治癒水面。
月影潛行
魔法技能，屬於幻影魔法，是只有在月亮形成的陰影裡面才比較不容易被人注意到這種性能微妙的隱蔽咒文。
劍技（Sword Skill）
在ALO重營運後，營運方把SAO時期的劍技導入ALO（高級劍技除物理攻擊力外，尚額外加上了地、水、火、風、闇、聖等魔法屬性）。此外，在營運方投入大量人力測試後，據說共有10種擁有怪異條件的劍技（指包含「二刀流」在內的10種獨特技能）遭到了刪除。
原創劍技（Original Sword Skill）
簡稱，玩家可在此功能中錄製招式，並登錄為個人專屬的劍技。然而因單發的斬擊或刺擊等招式的所有變化幾乎早已被登錄為既有劍技，使得系統的門檻變的相當高，玩家必須連續做出本來需在系統輔助下才能做到的超人動作，也就是連續技，才能登錄成功。實際上成功的人極少，反覆磨練動作而登錄成功的人，會受到如同武術大師般的敬重，有些人甚至創設了劍技道場或流派。
星屑淚光（Star Tears）
單手細劍技能，5連擊技，為亞絲娜個人專屬的劍技。
七大罪（Deadly Sins）
單手長劍技能，7連擊技，為桐人個人專屬的劍技。桐人以此劍技實現系統外技能「魔法破壞」。
火山噴發（Volcanic Blazer）
雙手劍技能，8連擊技，為尤金個人專屬的劍技。
聖母聖詠（Mother's Rosario）
單手劍泛用技能，11連擊突刺技，為有紀個人專屬的劍技，秘笈的持有者為亞絲娜。
千刃劍雨（Thousand Rain）
為伶茵個人專屬的劍技。
提爾的獨臂
為皇個人專屬的劍技。能使單手劍技能發揮出雙手劍技能的威力。
劍技連攜（Skill Connect）
由桐人以過去在SAO裡使用二刀流的經驗為基礎，能無延遲施放劍技的技巧。使用時前一個劍技的收尾動作必須和下一個劍技的起始動作能夠做連貫，否則會進入施放劍技後的硬直時間造成連攜中斷。據桐人說成功率只有五成。目前有幾種使用方式，如在使用兩把單手劍時左右手交互施放單手劍技能；在使用一把劍時連貫兩個劍技的收尾動作和起始動作，或由兩人合作輪流交替連貫劍技的收尾動作和起始動作。
在Underworld中，桐人以「秘奧義連攜」的名義把「劍技連攜」引入Underworld中。
魔法破壞（Spell Blast）
能以劍技抵銷某些種類魔法（必須以劍技精確地砍中魔法發射體的中心部位）。是桐人將在SAO中武器破壞和在GGO中砍斷子彈的經驗為基礎，開發出不在ALO遊戲系統內的技能。
死亡猛擊（Deadly Onslaught）
星形結合
為一種團體飛行技，人數僅限五人，每個人與自己不相連的兩個人牽手，十條手臂就會交叉畫出星形，和水平結合與圓形結合比起來，不但可以形成堅固的一體化，還能提升速度與直行的安定性，但要水平飛行的話，就至少要有兩個人變成背面飛行。為一種系統外技能。

### 道具／武器
依等級、強度、特殊能力有傳說、古代、大師製作等。
斷鋼聖劍（Excalibur）
最強的單手劍。為傳說級武器，記載在官方網站但一度無人見過，在前ALO時期被桐人與莉法在幽茲海姆迷宮意外發現，但因成員不足以攻略而放棄，保密地點一年後被其他玩家發現，於是在朋友們的幫助下搶先攻略成功（亦有攻略失敗版本）。過去曾經持有者為妖精王·奧伯龍（須鄉伸之），現持有者為桐人。
桐人被強制轉移到UR後，其中一把被系統所保留的單手劍，但由於桐人的角色數值被系統重置，使其暫時無法使用。
B站於動畫中，把此劍的名稱錯誤翻譯為「石中剑」，這把武器在天聞角川的簡體翻譯中被翻譯為「断钢圣剑」，但仍有「圣剑Excalibur」的譯法。
魔劍瓦蘭姆（Gram）
最強的雙手劍。雙手劍技値必須達到950才能使用。為傳說級武器，具有名為「虛空轉換」的特殊能力，在攻擊時當對方以武器或防具抵擋時，劍身會虛體化來使防禦無效，但這個效果無法在短時間內連續發動。持有者為尤金。
雷槌妙爾尼爾（Mjölnir）
雷神之槌，黃金槌。為傳說級武器，北歐神話傳說中雷神索爾的武器。持有者為克萊因。
靈刀迦具土（Kagutsuchi）
太刀。為傳說級武器。
光弓神輝
長弓。為傳說級武器。持有者為詩乃。
世界樹樹枝（Crest of Yggdrasill）
雙手法杖。傳說級武器，原為世界樹頂端的樹枝之一，被桐人不小心折斷後，桐人將其轉送給亞絲娜，持有者為亞絲娜。
亞絲娜被強制轉移到UR後，其中一個被系統所保留的裝備，但由於亞絲娜的角色數值被系統重置，使其暫時無法使用。
命運先知（Unity Walks）
桐人的佩劍之一，刀身和桐人SAO時期的愛劍「逐闇者」一樣呈現水晶光澤。是新生艾恩葛朗特第15層頭目的掉落物。
黑色鞭痕（Black Walt）
由世界樹下的城市(阿魯恩)所開的莉茲貝特武器店所鑄造，為桐人的主要武器，在最新章節Unital Ring中為了了製造可以在現等級使用的裝備，所以溶掉了。
水晶
參照「水晶」。
秘笈
創造出OSS的人，可透過揮舞劍技而作出秘笈，得到秘笈的玩家就能使用該劍技。由於秘笈只限一代複製，能發出五連擊以上的「必殺技」在新生ALO中屬於最高價的物品之一。

### 任務／事件
世界樹的守護者
攻略世界樹的主線任務。傳說最先到達世界樹頂端處傳說之都謁見精靈王的種族能進化成光之精靈，獲得不受限制的飛行能力。但事實上樹頂的傳說之都並未實裝，且要以正規玩法上到樹頂是不可能的，为了阻止其他玩家攻略，进入世界树的门口被设定看似有機會、但實際上不可能突破的守護騎士團（與離門的距離成反比，不斷增加產生量，最接近門的時候可以達到每秒出現12隻），終點前還有一個需要GM權限的閘門。在ALO重新營運後，任務遭到了刪除並且實裝了世界樹都市。
深海的掠奪者

冰宮之聖劍
因為ALO的任務自動生成機制無意間遭到開啟而自動生成的任務。桐人等人完成這個任務得到了「斷鋼聖劍」。
夏季海灘的姐妹

天使的戒指
與SAO同名的任務，是從SAO移植到ALO的任務，在SAO是70幾層的任務，SAO時期桐人和莉茲貝特有去破過此任務。

### 公會
沉睡騎士（Sleeping Knights）
「絕劍」有紀擔任會長的公會，原本有9人，其中3人已過世，目前成員有6人。所有成員均是在名為寧靜花園（Serene Garden）的醫療系統網絡中的虛擬臨終關懷機構伺服器認識，兩年多來一起經歷過許多VRMMO世界的冒險，實力高強。轉移到ALO後想以單支隊伍（上限7人）攻略新生艾恩葛朗特的樓層頭目，以全體成員一起在劍士之碑上留名的方式，為到春天就必須解散的公會畫下句點。
在現實世界中，所有成員（明日奈除外）均罹患難治性疾病的階段或絕症，病況甚至已到臨終關懷。
历任會長依序为藍（紺野藍子）、有紀（紺野木綿季）、朱涅（安施恩）。

## Gun Gale Online
「Gun Gale Online」縮寫為「GGO」，以「The Seed」創造出來的虛擬實境遊戲之一，是在所有以「The Seed」創造來的遊戲中最受歡迎的一種。類型為FPS（First-Person Shooter）和RPG類遊戲的綜合體。遊戲中的槍械分實彈系，和只在SF小說中出現的光學系，前者皆採用現實中存在的槍械，後者則是原創，但也有光劍及自製匕首供選擇。武器取得方法為購買、自制（只限近戰武器與彈藥）或獵殺MOB，而「HecateⅡ」這類超稀有槍械則只能用最後一種方法取得。遊戲的世界觀是人類在離開嚴重污染的地球數百年後再次回到地球，並和殘存在地球的變異生物及依然活動着的機械人戰鬥。GGO最大的特色是遊戲中的金錢可轉換成現實世界可用的電子貨幣，但相對的每位玩家需支付每月三千日圓的連線費用，而絕大部分玩家每月只能拿回數百日圓。雖然賭博性質如此濃厚，但因由總部設在美國的「ZASKAR」公司營運，日本政府無法干預。除此之外，官方網站只有基本的遊戲介紹，而實際公司所在等資料卻毫無記載，大部分與遊戲相關的操作都在遊戲內進行，例如「The Bullet of Bullets」大賽的報名。

### 名稱用語
The Bullet of Bullets
簡稱「BoB」，GGO中舉行的最強者淘汰賽。預賽採一對一的方式，地形、氣候、日夜、位置配置均為亂數決定，決賽則是在包含多種地形的廣大地圖上亂數配置所有玩家進行混戰，故不管預賽或決賽都無法在賽前就調整出占有絕對優勢的裝備與能力。獲得名次的參賽者，除了遊戲幣獎金外，還能選擇遊戲道具或實體模型槍作為獎品，但選擇實體獎品的玩家必須在報名時填入現實世界的真實姓名與住址。桐人在故事中參與的BoB為第三屆。
Squad Jam
簡稱「SJ」，BoB 的團隊戰版本，因某小說家觀看了第三屆BoB決賽的協力場面而萌生舉辦的念頭，並自資贊助在日本伺服器舉辦。參加人數為2～6人。規則大致與BoB相同。之後也有其他人贊助再開辦。
MOB（Monster）
遊戲中的怪物，擊殺後有一定機率掉落槍械或裝備，當中包括一些稀有品種。
職業玩家
因為GGO能將遊戲幣轉換成現實貨幣的特質而存在的特殊玩家，這類玩家因為他們的技術能在遊戲中得到每月多達二、三十萬日圓的收入，足以維持基本生活。由於這筆收入本源上來自於其它玩家每月三千日圓的費用，故比起其它遊戲，GGO中的高級玩家更易遭到其它玩家的嫉妒。
M-9000系列虛擬體
桐人在GGO中的虛擬體類型，雖然是男性虛擬體但擁有美少女般的樣子。身高比桐人於現實世界的身體矮了不少，故桐人一開始相當不習慣使用。桐人會抽到這個虛擬體似乎和他長達一萬餘小時（約17520小時）的虛擬實境遊戲時間有關，因為有傳聞指長期參與VR遊戲的玩家轉換賬號時有很大機會抽中這類特殊虛擬體。曾有其他玩家出價五百萬想購買桐人的賬號。

### 系統
彈道預測線（Bullet Line）
此為GGO系統之一，在玩家的手指接觸到板機時（實際射擊之前），在被瞄準的玩家的視野內會出現瞄準線（光學和實彈系都會），可以讓被瞄準的玩家有機會逃跑。狙擊槍則比較特別，視距外的第一發射擊並不會有這種設定（這就是狙擊手的優勢所在），但之後的子彈就會有；若狙擊手想消除預測線必須更換所處地點並等待60秒以回到第一槍的狀態。
彈道預測圈（Bullet Circle）
同上的攻擊側輔助系列，在玩家的手指接觸到板機瞄準時，玩家的視野內會出現一個圓形，子彈將會隨機射中圓圈內任何一處，而圓圈大小則隨心跳而忽大忽小，故此若要提高命中率，就等於圓圈最小時才射擊。
預測彈道預測線
由桐人命名，此並非GGO預設的系統功能，是桐人將在SAO時期藉由觀察敵人眼神藉此判斷攻擊方向的技術，帶入GGO中所衍生的技巧，能藉此比預測線早一步預測出彈道可能出現的位置，也是桐人能夠以光劍砍斷子彈的原因之一。
無預測線射擊
GGO外傳中提及的特殊技巧，在射擊時故意不將手指放在板機上，而是到要發射時才一口氣按下板機，藉此將預測線出現到開火中間的時間差縮短到極致，從而形成看不到預測線的射擊（預測線仍存在，但出現時間短到無法在被射擊者的視網膜上呈現）。
不過不產生預測線的代價是必須不靠系統輔助進行瞄準，也因此只有部分在現實世界擁有優秀射擊本領的人才會使用。

### 道具／武器
實彈系
GGO槍械的一種，槍械皆採用現實中存在的槍械。槍匣普遍較光學系重，命中率亦較光學系低，後座力也比光學系強。但因為防具對此系的防禦力較弱，是故此系多對人用。在GGO中「光學對MOB，實彈對人」是常識。
光學系
GGO槍械的一種，槍械皆屬原創。槍匣較輕，因為是用能量，所以子彈數和重量都大幅拋離實彈。而且命中率較高，後座力亦較弱，但因為雨、霧、防具皆會減弱光線的威力，甚至存在能擋掉一半以上威力的種類，故多對MOB用。在GGO中「光學對MOB，實彈對人」是常識。
光子劍（Photon Sword）
這裝備參考的是《星際大戰》的光劍。
GGO中除了匕首以外，唯一的超近戰型武器，出自程式設計師的個人喜好。只能在近身戰使用，故在武器以槍械主的GGO中幾近不受青睞。重量極輕，被設定了極強的攻擊力，連子彈都能輕鬆砍掉（如果能砍中），桐人因為習慣使劍而購買作為主裝備，對手總是在正面吃下一記砍擊後立即陣亡。型號是採用「劍名+劍身大小+劍身顏色編號」，例如桐人使用的就是影光G4（黑）。
隱身斗篷
小說譯名為「超穎物質光學迷彩」。GGO內的極稀有道具，可給予玩家百分之百的隱蔽率，也可在街道內使用，但價格很高。新川昌一就是通过现实手段购得该道具并在街道里使用，从而在BoB比赛报名期间偷看到报名人员的現實世界信息而能进行现实的杀害。

### 事件
死槍事件
自稱為「死槍」的GGO玩家，誇示著自己擁有槍擊GGO內角色而殺死現實玩家的能力，並在遊戲中針對部分玩家進行槍擊，隨後這些玩家便立刻斷線並且再也沒有上線過，由於太過離奇且有關單位刻意封鎖消息而被當成網路謠言。事實上是由三名凶手犯下的殺人事件，其中扮演「死槍」的角色分別由新川昌一和新川恭二擔任，負責在遊戲中槍擊目標玩家。在現實，金本敦使用高壓氣體製成的槍型注射器注射可以讓心臟停止跳動的「琥珀膽鹼」配合遊戲中的槍擊同時殺害該帳號現實世界中的操作者。由於三名犯人中有兩名是SAO生還者，而且還是在SAO「殺人」的紅色玩家，使幾乎所有在SAO「殺人」的紅色或橙色玩家被警方秘密列入長期監視名單。

## 飛鳥帝國
「飛鳥帝國」縮寫為「AE」。
SAO事件發生後，開始提供日式VRMMORPG服務。 在日本，它是僅次於ALO的第二大規模，並且由於沒有重大醜聞，因此對其可靠性進行了評估。

### 名稱用語
百八之怪異
鬼動傀儡
思考輸出系統

## 寧靜花園
寧靜花園是VR安寧病房，也就是為了幫末期患者提供安寧緩和醫療用的VR世界，2023年9月開始營運。大部分的開發資源都投注在「世界的美景」上。相比起其他的軟體，寧靜花園並不存在戰鬥要素，不過可以體驗到精緻且富含變化的情景。寬廣的世界地圖其東部是綠色山丘、北部是雪原、西部是高山、南部是深邃的森林，而中央則配置了擁有歐洲風街道的首都，想徒步觀賞整個世界的話應該得花上一個星期。它的任務是緩和醫療-減輕生病的疼痛與辛苦並且提升生活品質，所以利用者都是重症患者。並且如果不利用住院的醫療設施，甚至無法登錄帳號。

### 名稱用語
卡連
為一種點數，可用於與NPC交易，為貨幣(Currency)的略稱。無法渡給他人，唯一取得的手段是「採集」。採集地圖上可以採集的植物和礦物，或者捕捉昆蟲把牠們帶到街上的商店，按照稀有度來交換卡連。
昆蟲大會
又稱為昆蟲終極淘汰賽，將抓到的昆蟲養育後，讓牠們互相比賽的大會。
昆蟲獵人
專門捕捉昆蟲，通常會帶著捕蟲網和捕蟲箱的職業。

### 遊戲舞台
提爾山丘
位於地圖的東部，其被綠色覆蓋住的平緩山丘連綿不絕，期間散布藍色湖泊與小村莊的光景，有香草和寬葉樹生長著，動物則有皇家崔頓鍬形蟲棲息著，並且為洛伊提的所在地。
賽雷尼蒂
位於中央且為這個世界的首都，每位病人將給予這個城市裡一定面積的土地來蓋房子。街上則有NPC商店，為一個歐洲風的城市。
洛伊提
是設置於提爾山丘的村莊，中央廣場上設置了轉移門還有商店，還有一家因為檔案的量很大而隱藏的可麗餅店。

### 系統
蓋房子
寧靜花園的特點之一，能讓使用者能夠伊自己喜歡的設計來建立房子。只不過外牆的磚瓦只能選擇適合街道的幾個顏色，而內裝則需向NPC購買現貨或訂做。
交易
運用卡連來購買物品，面對其他使用者的話只能以物易物。
採集
這個世界的特色之一，透過採集素材是換取卡連的唯一方式，並且採先搶先贏制。
捕捉
這個世界的特色之一，透過徒手或捕蟲網來捕捉昆蟲，因為是易用性優先的虛擬世界，所以捕捉到了昆蟲就不會掙扎了，與採集相同採先搶先贏制。但如果捕捉完不放進補蟲箱的話HP就會減少終致喪命。
飼養
寧靜花園的特點之一，能幫昆蟲取名，如果要飼養昆蟲的話就需付飼養費，但長大後能讓其參加昆蟲大會。
轉移門
可讓病人們快速穿梭在城市間的裝置。
轉移
透過轉移門能讓人們穿梭在城市之間。
進食
可運用交易系統來獲取食物或是自行製作，只要花一定的力量咀嚼，就不會發生太嚴重的感覺錯亂。
感情表現
與其他的虛擬世界的系統相同，感情表現有些誇大，所以難以忍住淚水。
放生
只要打開捕蟲箱的蓋子，寵物飛走即可，但如果細心照顧昆蟲的話，系統就不會讓牠離開主人。

### 道具
水晶板
是在寧靜花園裡用來瀏覽外部網路用的情報裝置型物體。
便當
可由使用者自己製作。
少女風襯衫式洋裝
持有者為蘭和有紀，是一種服飾。
香草
擁有不同的品種，可加以採集來兌換卡連。
礦物
與香草相同，可用來兌換卡連。
烤地瓜
是一種能用壁爐烤製的食物。
皇家崔頓鍬形蟲
在鍬形蟲裡是算是最稀有的品種，抓到後無法直接受入道具欄，抓到後不放入捕蟲箱內給予飼料和水就會越來越虛弱終至喪命。可用來換取卡連和參加昆蟲大會。持有者為梅利達，並將其取名為羅伊。
茶色系迷彩T恤
昆蟲獵人的標準服飾，持有者為梅莉達。
口袋工作褲
昆蟲獵人的標準服飾，可以收納許多物品，持有者為梅利達。
捕蟲網
一種用來捕捉昆蟲的網子，為昆蟲獵人的必要工具之一。
石頭
捕蟲箱
一種用來放置昆蟲藉以收進道具欄的裝置，為昆蟲獵人的必要工具之一。
茶
冰淇淋
可麗餅
是一種點心，共有1500000種不同口味，是有紀姐妹最愛吃的點心。

## Ordinal Scale
「Ordinal Scale」縮寫為「OS」，中文版翻譯為「序列爭戰」。在《刀劍神域 劇場版：序列爭戰》中出現的遊戲。
「Augma」專用的ARMMO RPG遊戲；一款透過最頂尖科技技術的新世代遊戲，成為各媒體討論度極高的遊戲，並且蔚為風潮，在玩家間流傳度相當高。
這款遊戲以現實世界為戰鬥場地，並藉由AR功能重新虛擬化重現遊戲場景。玩家需要藉由蒐集出現在各地的道具、討伐怪物提升「排名」。
OS的特點就是「排名系統」，遊戲中所有玩家的狀態，是以「序數」而非「基數」決定排名與狀態；排名越高的玩家在個人「玩家對戰」中，將擁有絕對強大能力。 因此，在個人PVP當中，排名順序將成為勝敗的主要因素。此系統本為茅埸晶彥設計的另一个SAO系统Ordinal System，但最终因遊戲難度會提高玩家死亡率而沒有採用，被重村徹大發現後，直接套用在「序列爭戰」的遊戲。第一名被賦予不死的特性。

## Underworld
「Underworld」縮寫為，由RATH運用靈魂翻譯機（STL）的技術與The Seed開發的高質感虛擬世界，語出於《愛麗絲夢遊仙境》的原稿命名《愛麗絲地底之旅》。其中STL核心的量子演算迴路源自茅場晶彦，透過量子通訊達成跟脑细胞细胞骨架的量子光——「搖光 」溝通。內中的人民皆是以STL複製嬰兒的搖光並加以培養而成的人工智慧，有著與真實人類同樣的豐富情感表現與思維。起初RATH在人界培育16名精神原型（嬰兒狀態的人工搖光），當最初的人工搖光們成家立室、自立生活後，RATH的人員便登出再以FLA加速UW內部的時間，在現實世界經歷大約3週的時間，而UW的內部時間為大約450年（人界曆378年），人界已經發展成大約8萬人的文明國度，最終目的是發展能適用於無人兵器的自律學習型人工智能「A.L.I.C.E.」。然而，人工搖光跟現實世界的人不同，全都絕對服從上位者所制定的法律或命令，使Alicization計劃受阻。為了找出原因，RATH作出不少嘗試但全都無功而返（如使某村子出現飢荒，但村民沒有搶奪其他村落糧食最終全都餓死；讓職員們以封閉記憶的狀態下潛行Underworld，但職員們全都對虛擬實境的適應性不佳而表現不活躍）。直至2026年6月下旬，和人被菊岡誠二郎以兼職次世代完全潛行機器的測試員名義誘騙來讓他以封閉記憶的狀態下潛行Underworld。桐人登出後RATH雖發現到了突破法律限制的「愛麗絲」的存在，但卻被公理教會捷足先登而錯失良機。
和人遭受金本敦襲擊而昏迷送醫後，菊岡暗中派人將其轉移至RATH總公司的所在地「Ocean Turtle」中，並讓他再次潛行UW，藉此進行腦損傷的治療。
2026年7月7日，美國傭兵部隊於日本時間上午0時0分將現實世界與UW內部的時間同步，並誘騙外國玩家介入UW中的戰爭。在結衣與菊岡等人的安排下，讓數千名日本玩家潛行UW，但同時UW的存在與Alicization計劃因而曝光。後來美國傭兵不小心啟動極限加速，並於傭兵指揮官加百列被桐人強制登出後正式啟動，導致所有透過衛星線路潛行UW的人（包括RATH六本木分部的STL使用者）被強制登出，並使桐人與亞絲娜兩人被困在極限加速狀態的UW中。在美國傭兵部隊撤退、菊岡等人重新掌控Ocean Turtle並強制關閉STL、將FLA倍率調回1倍的這約二十分鐘內，UW內部早已經過了近二百年的時間。
由於Alicization計劃的曝光，而於襲擊事件結束後Ocean Turtle 遭日本軍方封鎖及監視，衛星線路被日本政府切斷，藉此讓任何人都無法潛行UW。但模擬茅場晶彥思考的程式在美國傭兵部隊撤退後暗中以「二衛門」的身體將Ocean Turtle的纜線連結至日本與美國的跨太平洋海底光纖電纜「FASTER」，為UW建立秘密線路。此外，比嘉曾判斷UW的硬體系統能以Ocean Turtle的核能繼續運作4至5年的時間。
2026年8月18日，愛麗絲收到了私人網路訊息。與和人和結衣一起解開訊息的暗號後，得到能連結UW入口座標點（IPv4網路位址）。結衣曾調查出該座標點是連結至冰島的伺服器（和人與結衣推測為中繼站），但防火牆堅固而無法深究。之後，RATH使用該網路位址，讓桐人等人再次潛行UW。
在2026年9月發生的UR事件中，為少數沒有與由The Seed系統所構築的VRMMO遊戲平台融合的虛擬世界。在UR事件發生前，RATH發現有非相關人士潛行UW的紀錄。
此「遊戲」並沒有一般遊戲所謂的「等級」、「HP」、「STR」、「INT」等，只有「天命」、「物件操作權限」、「系統操作權限」，且此「遊戲」沒有痛楚吸收功能（疼痛緩和裝置），所以在UW受傷時痛楚會較其他虛擬世界嚴重。在UW中，潛行者只能以天命歸零或使用內部的系統控制台作為登出的手段，但在極限加速狀態的UW中Ocean Turtle的STL使用者無法以任何內部的手段進行登出。此外，比嘉在Ocean Turtle襲擊事件結束後增加登出的方法，只要潛行者做出特定的手勢，便能自動登出UW。部分術語是參照現實世界的術語轉換而成。

### 名稱用語
RATH
詳情見「RATH」。
搖光（Fluctuating Light，Fluctlight）
理論上是人類的靈魂。人體的大腦腦細胞內有著無數的微管，其中有著無數的光子，只要讀取其量子場，便能得到大腦中藏存著的全部資料。存在於生物腦內部的稱為「天然搖光」，複製天然搖光製作出來的是「人工搖光」。
假如「天然搖光」受到活化，能使大腦中受損的神經網絡進行再生。
理論上假如人類不會生病健康地生存，人類的最高預期壽命大約為150歲，因此RATH設定了Underworld人的搖光的記憶容量只能儲存約150年的記憶。
在同原作者《加速世界》這部作品中，「搖光」屬於傳說七大神器之一（又稱「七星外裝」），全名為「被封禁之存在《搖光》」，在該作品中此神器本體不明，極可能與人工智慧有所關聯。
精神原型（Soul Archetype）
完全沒有受到後天的影響，是所有人類在剛剛出生時擁有的、像是CPU一般的核心。
由於直接複製人類的搖光大多數會因無法接受自己是複製品的事實，結果導致複製出來的人工搖光崩壞。因此，RATH直接複製12名新生嬰兒的搖光，經過比對後刪去了極小部分（0.02%）差異，製成「精神原型」。Underworld人便是以此作為基本培育而成。
自律學習型高適應性人工智慧（Artificial Labile Intelligence Cybernated Existence）
簡稱，被RATH視為人工搖光的完成型，與結衣的以資料灌輸和模仿回應的「經驗累積型人工智慧」不同，「自律學習型人工智慧」通過人類般的學習培養而獲得近乎甚至達致人類般的獨立的思考和感情表現能力。現在成功以理論迴路突破「Code 871」限制而變成真正的人工搖光，目前只有尤吉歐與愛麗絲・辛賽西斯・薩提兩人。
泛用視覺記憶資料（Mnemonic Visual Data）
從搖光讀取而來的資料數據，包括記憶與想像。因此，泛用視覺記憶資料與心念系統息息相關。
靈魂翻譯機（Soul TransLator）
簡稱「STL」，與天然搖光做直接溝通和複製的機器。
詳情見「靈魂翻譯機」。
主視覺化引擎（Main Visualizer）
Underworld的伺服器，STL技術的核心，位於Light Cube集合體的最中央。
儲存Underworld中的資料數據，包括地形環境、建築物、動植物、物品等數據。而且能夠讀取搖光記憶中的景象（泛用視覺記憶資料）並直接運用在UW內，讓UW成為高質感的虛擬世界。雖然會讓STL的使用者和Underworld的居民能在UW中體驗高質感的感覺，但受傷時會使痛楚放大。
據神代凜子所言，主視覺化引擎或同等級數的硬體，其所需費用足以購買10台最新大型裝置。
搖光加速（Fluct Light Acceleration）／主觀時間比例加速
簡稱（網路版為），STL最大的殺手級機能，攔截腦幹訊息的傳送，用以加速意識時間的技術。
據神代凜子所言，要發揮FLA的機能，必須在現實中擁有主視覺化引擎或同等級數的硬體。
當STL使用者潛行UW時，FLA倍率的安全上限為1200倍；當UW內部沒有潛行者時，FLA倍率的上限為5000倍。據比嘉所言，只要硬體允許，FLA倍率的上限可達至無限。
當FLA倍率降低到1倍時，現實世界與UW內部的時間便會同步，UW內部同時會產生「時間振動」。然而，使用Underworld內部的系統控制台與現實世界通訊會自動把FLA的倍率降低到1倍。此外，要使用STL以外沒有FLA性能的裝置潛行UW，就必須把FLA的倍率降低到1倍，否則會無法跟上FLA的倍率自動中斷連線而被強制登出。
極限加速階段（Maximum Acceleration Phase）
速率五百萬倍（將近五百二十五萬九千四百八十七點五四二零三三六倍）的加速，現實世界1分鐘相當於內部約10年的時間。在此情況下，Underworld內部所有系統控制台（中央聖堂及終結祭壇）會全部封鎖，無法從內部登出。
由於衛星線路會無法跟上極限加速的倍率自動中斷連線，所以除了Ocean Turtle的STL使用者外，所有透過衛星線路潛行UW的人（包括RATH六本木分部的STL使用者）都會被強制登出。
Light Cube（Light Cube）
正式名稱為「光量子閘結晶體」，為儲存人工搖光的裝置，邊長5公分的正立方體。大約21萬個的Light Cube堆疊在一起，成為Light Cube集合體。
當偵測到Underworld人的天命歸零或搖光崩壞時，便會把其儲存的搖光刪除。
Light Cube集合體（Light Cube Cluster）
由大約21萬個的Light Cube堆疊而成的。處理Light Cube內部的資料傳輸。而主視覺化引擎位於Light Cube集合體的最中央。
Light Cube搭載用機器人（Electroactive Muscled Operative Machine）
簡稱，不必靠著傳統機械人的笨重關節，靠著人工搖光的電子訊號便能直接驅動，是Alicization計劃的一部分。目的是為了讓Underworld人能夠與現實世界接觸和交流。
一衛門（1EMOM）
正式名稱為「Electroactive Muscled Operative Machine 一號機」，為的首個試作品，但其體形較笨重，且難以靈活活動。Ocean Turtle遭受襲擊時，菊岡與比嘉健為了轉移美國傭兵的注意，以兩台EMOM作誘餌。
二衛門（2EMOM）
正式名稱為「Electroactive Muscled Operative Machine 二號機」。由於為一號機「一衛門」的改良版，所以性能較一號機優越，且體形較一號機更接近人類。Ocean Turtle遭受襲擊時，菊岡與比嘉健為了轉移美國傭兵的注意，以兩台EMOM作誘餌。其後，模擬茅場晶彥思考的程式以人工搖光的形式附身在二衛門上，將傭兵部隊撤退時裝載於Ocean Turtle的黃色炸藥拆除。後來茅場晶彥用二衛門重新連接海底電纜，使Ocean Turtle和UW能維持和外界聯繫。
三號機
正式名稱為「Electroactive Muscled Operative Machine 三號機」，Ocean Turtle襲擊事件結束後，愛麗絲於現實世界活動時所使用的機械身體，其外貌、身高與體形都與愛麗絲於Underworld中的身體相同。由於為二號機「二衛門」的改良版，所以性能較二號機優越。後來在愛麗絲的請求下將會在收納Light Cube 的頭部增設輔助記憶的裝置。
小四
試作品四號機，貓型機器人。為了發展機器寵物事業而製作的試作品，雖然在硬體的性能良好，但其軟體仍未成熟。菊岡以生日禮物名義把它送給明日奈，打算藉此向RECT 推介RATH 所研發的機器寵物。
Alicization計劃（Project Alicization）
簡稱，得到能夠真正有著獨立思考及判斷的自律學習型人工智慧，並搭載在無人兵器上的計劃，以實現戰爭無人化。
Underworld內部出現《禁忌目錄》這一絕對法律而導致計畫受阻，但RATH還是發現到了突破法律限制的「愛麗絲」的存在，由於跟RATH所追求的同名，使RATH對該巧合感到驚訝。
最後因為做為目標的自律學習型AI「人工搖光」的人權問題而放棄採用強制搭載的計劃，並試圖以其他合乎人權考量的方式解決。
最終負荷實驗（Final Load Test）
RATH故意把暗黑界設計成寸草不生的狀態，讓生活在闇之國的居民感到困苦，看到人界如此肥沃的土地會想要佔為己有。久而久之，闇之國便會派出軍隊侵入人界。
人界曆380年11月7日，分隔人界與暗黑界的東之大門會因天命完全耗盡而崩毀，最終負荷實驗正式開始，暗黑界軍隊會正式進攻人界。假如人界有完善的軍事機制甚至能夠對闇之國進行反攻。
目的是讓人界人擁有能夠自行禦敵的能力，作為搭載在無人兵器前的訓練，是Alicization計劃最重要的一環。因為《禁忌目錄》的出現而差點造成測試失敗。如果失敗，RATH將會重置整個Underworld和Light Cube Cluster。
高級帳號
RATH潛行UW調查時使用的高級別帳號。
超級帳號（Super Account）
RATH作為緊急重大調整時使用的最高級別的高級帳號。
每個帳號都以Underworld中設定神話的神明所命名並具備相關權限。除了擁有等級極高的系統操作權限、接近上限的最高等級和近乎無限的天命，還擁有各自不同的GM裝備，且裝備的優先度極高。但比嘉健曾經強調超級帳號不是GM帳號，而是等同於最高級的玩家帳號。
美國傭兵部隊襲擊Ocean Turtle時，因發現與人界相關的帳號全都遭到RATH的封鎖而無法使用，卻發現RATH忘記封鎖與暗黑界相關的帳號。結果導致傭兵軍官加百列·米勒能以「闇神貝庫達」的帳號登入UW。

### 宇宙、國度
宇宙
溫度相當低，人類不以機龍作為交通工具根本無法在此存活。與現實世界的宇宙不同，Underworld的宇宙不是真空的狀態。
棲息著許多的「宇宙獸」，部份宇宙獸（尤其是神話級宇宙獸「深淵之恐懼」）會擊落乘坐機龍的人們、造成往返卡爾蒂娜與亞多米娜兩顆行星間的交通混亂。就算是身為統治者的桐人與亞絲娜也無法完全消滅牠們。後來神話級宇宙獸「深淵之恐懼」被再次潛行UW的桐人、亞絲娜及愛麗絲三人消滅。

#### 卡爾蒂娜
卡爾蒂娜為人界、暗黑界（黑暗領域）與世界盡頭的祭壇所在的行星，名字取自最高祭司亞多米尼史特蕾達的宿敵、桐人與尤吉歐的救命恩人「卡迪娜爾」。終結之壁外側的土地與人界一樣肥沃，但是除了一些巨獸和神獸外無人居住。越過終結之壁後，桐人與棲息於終結之壁外側的巨獸和神獸進行交涉或比試以獲得土地，並將大部分的土地贈送給在暗黑界無法生活的哥布林族、巨人族、食人魔族和半獸人族等亞人族，讓他們能建立屬於自己種族的國家。
人界（Human Empire）
位於暗黑界（黑暗領域）的西側，由人界人所組成的國度，在星界曆時代被視為行星卡爾蒂娜的第一大陸。曆法以「人界曆」為標準，在星王退位後改為「星界曆」。在人界曆380年時此世界已經歷大約450年的歷史，人口大約為8萬人。
在公理教會的統治下，從未爆發內戰，且整合騎士會討伐來自暗黑界的入侵者，使人界擁有數百年的和平。但人民沒有進行實戰的機會，導致人界大部分的武術都不是適用於實戰的技術。因此，在人界的劍術流派中適用於比試的單發技比較常見，反而連續技相當稀少。後來法娜提歐為應對暗黑界的入侵，而把連續劍技教授給人界守備軍的士兵。
由於公理教會的封建制度、《禁忌目錄》、《帝國基本法》等法律和制度，導致皇族和大部分貴族因擁有不少高級的權力而腐敗。在四帝國之大亂後，人界統一會議廢除了四帝國與封建制度，還以《人界基本法》取代《禁忌目錄》和《帝國基本法》。
諾蘭卡魯斯北帝國／諾蘭卡魯斯
由不朽之壁分隔出來的北面領土，人界四大帝國的北之帝國。四帝國之大亂後，帝國、皇族與封建制度一同被人界統一會議所廢除。
盧利特村（Ruild Village）
位於北帝國的北部邊境地區。村莊的北、東、西三個方向都被陡峭的山脈包圍，要想擴充田地和放牧地就只能開拓南面的森林。南部的森林入口處聳立著惡魔之樹「基家斯西達」。
為桐人當測試員時「出生」的村落，同時其南部森林為桐人遇襲後再登入的地方。
是愛麗絲、尤吉歐和賽魯卡的故鄉，同時也是整合騎士團第一代團長貝爾庫利建立的村落。
薩卡利亞（Zakkaria）
位於北帝國，建立於「盧利特村」的南方，是個被東西方向較長的長方形城牆包圍的城鎮。建於草原正中，附近沒有河流或湖泊，生活用水全由井水提供。構成道路和建築的主要都是紅褐色的砂岩，因此其居民的服裝都是以紅褐色作主調。
領主為克魯卡姆·薩卡萊特。
維斯達拉斯西帝國／維斯達拉斯
由不朽之壁分隔出來的西面領土，人界四大帝國的西之帝國。四帝國之大亂後，帝國、皇族與封建制度一同被人界統一會議所廢除。
伊斯塔巴利耶斯東帝國／伊斯塔巴利耶斯
由不朽之壁分隔出來的東面領土，人界四大帝國的東之帝國。東大門的所在地，闇之國攻進來時將首當其衝的帝國。四帝國之大亂後，帝國、皇族與封建制度一同被人界統一會議所廢除。
薩哲克洛伊斯南帝國／薩哲克洛伊斯
由不朽之壁分隔出來的南面領土，人界四大帝國的南之帝國。四帝國之大亂後，帝國、皇族與封建制度一同被人界統一會議所廢除。
央都「聖托利亞（Centoria）」
人界的首都，由直徑10km的城牆包圍，內部被X字形的特殊構造分隔為4部份，分別為四大帝國的首都。其正中央，即是人界的正中央，樹立了一座白色的巨塔，是公理教會的「中央聖堂」。
對此桐人曾做出「萬一四大帝國爆發戰爭會馬上進入最終決戰階段」的評論。
北聖托利亞
諾蘭卡魯斯的首都。
諾蘭卡魯斯帝城／北聖托利亞行政府
位於北聖托利亞第1區，原諾蘭卡魯斯北帝國皇帝的城堡。四帝國之大亂後被人界統一會議管理，並改為北區的政府使用。
北聖托利亞幼年學校
舊皇帝家別墅
位於北聖托利亞郊外西面，原諾蘭卡魯斯北帝國皇帝的別墅。四帝國之大亂後被人界統一會議管理，後來為宇宙軍與整合機士團的辦公室。
Underworld宇宙軍聖托利亞基地
位於北聖托利亞郊外西北面（舊皇帝家別墅的北面），宇宙軍與整合機士團在聖托利亞的基地。原為諾蘭卡魯斯北帝國皇帝家別墅北面的一塊空地，後來被改建成宇宙軍的基地。
外觀為一座金字塔，外牆由金屬與玻璃所建成的，設計者為桐人。
Underworld宇宙軍司令部本廳舍

貴族私有領地／自然保護區
位於北聖托利亞郊外東面，原為諾蘭卡魯斯北帝國貴族的私有領地。
西聖托利亞
維斯達拉斯的首都。
維斯達拉斯帝城／西聖托利亞行政府
位於西聖托利亞第1區，原維斯達拉斯西帝國皇帝的城堡。四帝國之大亂後被人界統一會議管理，並改為西區的政府使用。
東聖托利亞
伊斯塔巴利耶斯的首都。
伊斯塔巴利耶斯帝城／東聖托利亞行政府
位於東聖托利亞第1區，原伊斯塔巴利耶斯東帝國皇帝的城堡。四帝國之大亂後被人界統一會議管理，並改為東區的政府使用。
南聖托利亞
薩哲克洛伊斯的首都。
薩哲克洛伊斯帝城／南聖托利亞行政府
位於南聖托利亞第1區，原薩哲克洛伊斯南帝國皇帝的城堡。四帝國之大亂後被人界統一會議管理，並改為南區的政府使用。
Underworld地面軍聖托利亞基地
位於南聖托利亞郊外，地面軍在聖托利亞的基地。
修劍學院
位於聖托利亞的4個劍士學院，每個學院每年都會有120名劍士入讀。除了鑽研以劍術為主的武術外，還會學習神聖術、歷史、法律等知識。
參加入學試的資格分別為出身於貴族家庭，或必須擁有衛兵隊的推薦信。在星界曆時代，劍術為學校體育的項目之一，如要入讀修劍學院，劍術的成績必須優異。
首席畢業生和次席畢業生會獲邀參加帝國劍術大會，與帝國騎士團的代表交手。
帝立修劍學院
位於北聖托利亞第5區，諾蘭卡魯斯的修劍學院。
人界正中央「中央聖堂（Central Cathedral）」
公理教會的所在地，異界戰爭後為人界統一會議的行政中心，在星界曆時代為星界統一會議的行政中心兼「星王」的王宮。
樹立於人界的正中央的一座白色的巨塔，塔頂穿越雲層。正方形的教堂庭園被高牆包圍，無法窺視內部。塔身具備「不可破壞屬性」，即使受損也會自行吸收周圍的空間資源進行修復。最高司祭亞多米尼史特蕾達殞命前樓層每年都會增加，現在總共有100層樓與10層地下樓層，異界戰爭和四帝國之大亂後被進行各種修復和改建。
星王時期的桐人還為中央聖堂建立了防禦機能、攻擊機能與避難機能，以應對將來的威脅。遭受攻擊時，中央聖堂的守護者（艾莉）便會開啟「緊急模式」以啟動防禦機能；而受到更嚴重破壞時便能開啟最上位指令「SSS Order」，當成功啟動「SSS Order」後便能使用攻擊機能或避難機能。避難機能啟動時，中央聖堂便會變成「白菊一型宇宙要塞」發射升空與位於宇宙的「黑蓮二型宇宙要塞」連結。
星王夫婦從UW中「消失」（被比嘉等人強制登出）後，第80至100層一直處於被「封印」的狀態，被稱為「封印樓層」，藉此保護被深度凍結的整合騎士團和賽魯卡，除了居住在其中的艾莉外任何人都無法進出該樓層，只能進出第1至79層。直至星界曆582年12月7日，桐人等人成功解除第80層的「封印」。
亞多米尼史特蕾達的臥室
位於中央聖堂最上層（第100層），「第一系統控制台」的所在地，臥室的天花板藏有全部整合騎士原有記憶的碎片。
桐人、尤吉歐、愛麗絲與最高祭司亞多米尼史特蕾達和元老長裘迪魯金交手的地方，最高祭司殞命後被騎士長貝爾庫利命令封鎖。
元老院
位於中央聖堂第96至99層。桐人、愛麗絲與元老長裘迪魯金及「藍薔薇之劍」尤吉歐交手的地方。最高祭司殞命後被騎士長貝爾庫利命令封鎖，而在桐人與亞絲娜接管公理教會後則予以解散，通往第96層的道路被亞絲娜以超級帳號的權限所生成的障礙物封閉。
整合騎士團解散後為整合騎士與飛龍深度凍結沉睡的地方。
曉星望樓
位於中央聖堂第95層，後被星王夫婦用作種植區和機龍的飛行跑道。
大浴場
位於中央聖堂第90層。尤吉歐與「時穿劍」貝爾庫利交手的地方。
由於亞多米尼史特蕾達對浴場設下術式使浴場的水能永久保持整潔，僅允許整合騎士使用，異界戰爭後被進行改建並分成男性浴場和女性浴埸，還允許人界統一會議的全部職員能夠使用。
雲上庭園
位於中央聖堂第80層。愛麗絲經常在此把愛劍變回金木樨樹，吸收陽光來回復天命。桐人、尤吉歐與「金木樨之劍」愛麗絲交手的地方。
賽魯卡、羅妮耶和緹潔自願石化沉睡的地方。星王夫婦從UW中「消失」（被比嘉等人強制登出）後，由於通往第80層的方法遭到隱藏，且該樓層的大門被機關與系統所封鎖，使任何人都無法進出第80層及以上的樓層。直至星界曆582年12月7日，桐人等人成功解除第80層的「封印」。
夜之廳
位於中央聖堂第75層。
媒體保管庫
位於中央聖堂第68層。
地理紀錄室
位於中央聖堂第58層。
第二訓練場
位於中央聖堂第52層。
修練場
位於中央聖堂第51層。
靈光大迴廊
位於中央聖堂第50層。桐人、尤吉歐與「天穿劍」法娜提歐及「四旋劍」交手的地方。
異界戰爭後，成為人界統一會議的會議場所。
飛龍起降場
位於中央聖堂第30層。
居住區
位於中央聖堂第20至30層。
大食堂
位於中央聖堂第10層。
大廚房
位於中央聖堂第10層。
大修練場
位於中央聖堂第4層。
武器保管庫
位於中央聖堂第3層。亞多米尼史特蕾達為了防止任何人以殺死生物的手法私自提升優先度和天命而建造，收藏了來自Underworld各地的武器和防具。
桐人、尤吉歐與「熾焰弓」迪索爾巴德交手的地方。
四帝國之大亂後對外開放，允許市民參觀。
聖泉階梯
位於中央聖堂第1層。目前已被封印在第1層的大階梯下方，是過去還只是棟三層樓小教會的中央聖堂的遺跡，知道這個地方的只有愛麗絲、貝爾庫利、亞多米尼史特蕾達。然而，此秘密已被成為星王的桐人（包括其複製搖光）知道。
玫瑰園
位於中央聖堂第1層西面。桐人、尤吉歐與「霜麟鞭」艾爾多利耶交手的地方。
地下監牢／工廠
位於中央聖堂地下1層。主要用於暫時監禁觸犯《禁忌目錄》的罪人。四帝國之大亂後改建成工廠。
大圖書館
位於中央聖堂的另一個空間。亞多米尼史特蕾達在約150歲時為了保存自身多餘的記憶而建造的，收藏了來自Underworld各地的知識、資訊和情報，後來成為卡迪娜爾的避難所。
卡迪娜爾以第一代司書的身份管理大圖書館，異界戰爭後由索尼斯·芙莉亞擔任第二代司書。
國界「不朽之壁」
又稱「四季之壁」，由大理石造成，長750公里的牆壁。共有四面，由「中央聖堂」向東北、東南、西北、西南伸延，分隔人界四大帝國。
並非以人工建築手法建成，而是最高祭司以神聖術一夜之間所生成的物理障壁，藉此限制人界人之間的交流，和使人界人對最高祭司抱有敬畏心態。
人界盡頭「盡頭山脈」
圍繞人界的環狀山脈，人類不可翻越的山。山脈的另一邊就是暗黑界。
最終負荷實驗時，暗黑界的軍隊會從四個地方進入人界：
北之洞窟
北方白龍的守護之地，過去藍薔薇之劍的所在地。
賽魯卡、桐人與尤吉歐初次遇到哥布林的地方。
在最高祭司殞命後基於防止闇之國入侵的需要，被騎士長貝爾庫利命令堵塞封閉，但後來在人界曆380年10月下旬被暗黑界的軍隊再次打通。愛麗絲擊退襲擊盧利特村的闇之國軍隊後以神聖術製造的冰壁把洞穴封閉。
四帝國之大亂後，桐人曾於此處發起守護龍再生實驗。
西之峽谷
終結山脈西側的門戶，在最高祭司殞命後基於防止闇之國入侵的需要，被騎士長貝爾庫利命令堵塞封閉。
南之迴廊
終結山脈南側的門戶，在最高祭司殞命後基於防止闇之國入侵的需要，被騎士長貝爾庫利命令堵塞封閉。
東之大門
位於人界最東側的巨大石壁，分隔著暗黑界及人界的領土。
天命相當的高，大約超過300萬以上，但是會以緩慢的速度自動減少。門上有著的神聖文字。
人界曆380年11月7日，東之大門崩毀，闇之國軍隊正式侵入人界。在異界戰爭結束約一個月後，東之大門重建完成，並且成為暗黑界與人界交流的交通要道。
暗黑界（黑暗領域）（Dark Territory）
又稱「闇之國」。於盡頭山脈外，由五大種族（人類、哥布林、食人魔、巨人、半獸人）組成，人界居民不可踏足的國度。
天空完全都是像羊血傾注而下的暗淡陰沉的紅色，天空上完全看不見太陽的蹤影。一切的樹、泥土、山脈、水面、岩石都是炭灰似的黑色，只有零星散立的枯樹表面是像打磨過的骨頭似的白色，有著連綿不絕的棱角異常鮮明的山脈。
由於經過「鐵血時代」的洗禮，在不斷的爭鬥後，五大種族簽訂了互為平等的和平協議，得到了半統一的局面。
由作為皇帝的暗黑之神「貝庫達」所領導，從五大種族中推選十個代表作為闇之國的諸侯，簡稱「十侯」。十侯分別為山地哥布林族長、平地哥布林族長、巨人族長老、食人魔族長老、半獸人族長老、暗殺者工會首領、商人工會首領、拳鬥士冠軍、暗黑術師長、暗黑騎士團團長。
沒有律法，只有一條「絕對服從強者」的命令，Underworld大戰結束後製定《五族和平條約》作為律令。
黑曜岩城
位於暗黑界（黑暗領域）的東側，闇之國的首都。是十侯的居住地，最上層是皇帝貝庫達的王座以及居室，也是「第二系統控制台」的所在地，平常在Cardinal系統保護下處於封鎖狀態。
整合騎士團解散後，為整合騎士謝達與其飛龍深度凍結沉睡的地方。
世界盡頭的祭壇（World End Alter）
位於暗黑界（黑暗領域）的最南邊，漂浮於終結之壁上的一座浮島，是「第三系統控制台」的所在地。
世界的盡頭「終結之壁」
圍繞人界、暗黑界（黑暗領域）與世界盡頭的祭壇的巨型石壁，擁有極高的天命，無論如何都無法破壞，乘坐飛龍也無法越過。
所有生物個體只要靠近終結之壁，重力會極速增大而導致墜落，曾有大量闇之國居民想攀爬終結之壁但都從上面摔下而死。
不會拒絕物品單位。因此桐人想開發作為交通工具的「機龍」，使系統誤認為是物品單位而讓其越過。
機龍開發完成後，桐人成功越過終結之壁並征服整顆星球。
外大陸
「終結之壁」以外的陸地，桐人成功以機龍越過終結之壁後，與棲息於外大陸的眾神獸交渉以換取適合居住土地並分配給亞人族，讓亞人族能建立屬於自己的國家。

#### 亞多米娜
亞多米娜為卡爾蒂娜的伴星，名字取自最高祭司亞多米尼史特蕾達。原名露娜莉娜，曾被視為UW的月亮。在卡爾蒂娜開拓完畢後被偵測到，是一個同樣圍繞索魯斯運轉的行星。桐人把機龍改良成能穿越宇宙的形式、踏上亞多米娜後在當地建立許多的殖民都市，之後他與亞絲娜被推舉為Underworld的「星王」與「星后」。在星界曆582年，整合機士團長耶歐萊茵懷疑亞多米娜中有部分人暗中策劃叛亂，後證實為舊皇帝黨餘在亞多米娜建立叛軍基地，企圖復僻。

### 術語
空間資源
Underworld內的空間資源，在人界則稱為「空間神聖力」或通稱為「神聖力」，在闇之國則稱為「空間暗黑力」或通稱為「暗黑力」，在星界曆時代已被改稱為「空間力」。
是發動「神聖術」、武器「自我回復」等必須的能量。把四大聖花的果實捏碎、轉化高優先度物品、消滅生命搾取其天命都可以額外獲得神聖力。
在星界曆時代，因密封罐的普及化，使空間資源大量使用於機器和交通工具，導致央都聖托利亞等城市出現空間資源短缺的問題。
神聖語／暗黑語
發動神聖術所用的語言，在闇之國則稱為「暗黑語」。Underworld居民不明白其含義，等同現實世界的英語。
史提西亞（Stacia）
創世之神，人界創始三神之一。祈禱的神聖語，系統指令（神聖術）的象徵。
實際上是公理教會為建立權威所虛構的神明，但RATH為於緊急時以UW居民可接受的方式介入UW，而根據公理教會的設定所建立的超級帳號01，該帳號擁有極高的系統操作權限「無限制地形變換」（但會對搖光造成極大影響），後來由結城明日奈使用。
索魯斯（Solus）
太陽之神，人界創始三神之一。太陽的神聖語，空間資源（神聖力）的象徵。
實際上是公理教會為建立權威所虛構的神明，但RATH為於緊急時以UW居民可接受的方式介入UW，而根據公理教會的設定所建立的超級帳號02，該帳號擁有極高的系統操作權限「無限制破壞」和「無限制滯空時間」，後來由朝田詩乃使用。
提拉利亞（Terraria）
大地之神，人界創始三神之一，異界戰爭後被稱為「劍與大地之神」。大地的神聖語，空間資源（神聖力）的象徵。
實際上是公理教會為建立權威所虛構的神明，但RATH為於緊急時以UW居民可接受的方式介入UW，而根據公理教會的設定所建立的超級帳號03，該帳號擁有極高的系統操作權限「無限制自動回復（天命）」，後來由桐谷直葉使用。
露娜莉亞（Lunaria）
月亮之神。月亮的神聖語，空間資源（神聖力）的象徵。實際上是公理教會為建立權威所虛構的神明。
據第13卷11章所述，Underworld人民夜晚做什麼夢都是由月神依喜好決定。
貝庫達（Vector）
闇神，闇之國遠古皇帝。
實際上是公理教會為建立權威所虛構的神明，但RATH為於緊急時以UW居民可接受的方式介入UW，而根據公理教會的設定所建立的超級帳號04，該帳號擁有極高的系統操作權限「控制搖光」（包括修改搖光記憶，「貝庫達的肉票」是因這能力而產生），而且還具備所有術式攻擊無效化的被動權限。過去RATH的成員在「鐵血時代」曾使用此帳號來建立闇之國的秩序，後來由加百列‧米勒使用。在加百列和貝爾庫利的交戰中，此帳號完全耗盡天命而無法使用，且在現實中主控制室控制台的控制權限早已被菊岡等人封鎖，使美國傭兵部隊無法重置天命歸零的帳號。
貝庫達的肉票
是指那些突然失蹤或出現在森林、山野或平原的人。
其定義為「被闇神貝庫達抓住，去除記憶後再被扔到遠方的土地的人」。
由貝庫達的特殊能力「控制搖光」產生。
曆法
在Underworld的曆法中，每個月都有30日，一年共有360日，較現實世界少5日。
人界曆紀元前
公理教會建立前的太古時代。
人界曆
鐵血時代
暗黑界（黑暗領域）的內戰時期，發生於異界戰爭的大約一百年前（推測為人界曆280年）。
星界曆
星王退位後時代。
安息日
等同於現實世界的星期日。
在Underworld中和古代猶太人的安息日一樣，不可以進行「工作」。
單位
米爾
現實世界對照的單位為「（mm）」。
限（Cen）
現實世界對照的單位為「（cm）」。
梅爾（Mel）
現實世界對照的單位為「（m）」。
基洛爾（Kilolu）
現實世界對照的單位為「（km）」。
席亞
Underworld在人界的金錢單位。
流通的貨幣為代表1000席亞的金幣、代表100席亞的銀幣、代表10席亞的銅幣、代表1席亞的鐵幣，以及只有行政府和大商店進行大額交易畴才會使用的代表10000席亞的白金幣。
硬幣正面刻有公理教會的紋章，背面則為創世神史提西亞的側面頭像。
桐人估算1席亞等同現實世界的10日圓。
珼庫
Underworld在喑黑界的金錢單位。
雖然使用的貨幣不同，但席亞和珼庫的匯率為1:1。
星王的紋章
由垂直並排的黑白兩把劍，以及圍繞著兩把劍的藍色薔薇與橙色的金木樨花朵所構成，被雕刻在機龍操作室的天花板上。

### 歷史事件
貝爾庫利和北方白龍
盧利特村的傳說。
三百年前（推測為人界曆72年），開拓盧利特村的初代移民者當中有一位叫貝爾庫利的劍士。某天他去盡頭山脈中探險時，在洞窟很深處誤進了守護人界的白龍的巢穴。「藍薔薇之劍」是散落於巢穴內的寶山之中，他怎麼都想得到的劍。就在他悄無聲息的拾起寶劍，準備離開的時候，腳邊突然長出了藍色的薔薇，把貝爾庫利纏住了。他摔倒在地的聲音驚醒了正在沉睡的白龍後，發生了許多事，貝爾庫利終於是得到了原諒，把劍放回原處後就返回了村裡。
Underworld 大戰
為本作SAO全系列中唯一頻繁轉換視角的部分。
最終負荷實驗所帶來的必然結果，是Underworld史上唯一一次人界與暗黑界的戰爭。
最高祭司亞多米尼史特蕾達殞命、桐人的搖光受損而心神喪失了約半年（現實時間約3小時）後，入侵Ocean Turtle的美國傭兵部隊為了搶奪變成真正的自律學習型人工智慧「A.L.I.C.E.」的愛麗絲，軍官加百列‧米勒和副官瓦沙克‧卡扎爾斯分別以闇之國皇帝「貝庫達」和皇帝副官「暗黑騎士」的帳號登入UW，下令率領闇之國向人界開戰。
人界曆380年11月7日，守護人界的東之大門因天命耗盡而崩毀，總數為5萬的闇之國軍隊正式進攻人界，而整合騎士團率領總數為5千（動畫版為3千）的人界守備軍抵抗闇之國的侵略。
與此同時，現實世界的明日奈為保護心神喪失的桐人和UW以創世之神「史提西亞」的帳號登入，並把包括瓦沙克在內暗黑騎士部隊消滅。
但在進攻人界前，加百列事先指示在現實世界的部下把FLA倍率降至1倍（兩個世界的時間都於上午0時0分開始完全同步，現實中的日本時間為2026年7月7日，而Underworld內部時間為人界曆380年11月8日），偽造假的遊戲封測網站募得約5萬名美國玩家能以「暗黑騎士」的帳號潛行UW，但不瞭解UW情況的美國玩家讓人界與暗黑界雙方軍隊都各有死傷。
察覺桐人與亞絲娜將有危險的結衣，向詩乃、直葉和莉茲貝特等人求助。詩乃和直葉分別以「太陽神索魯斯」和「地母神提拉利亞」的帳號潛行；而莉茲貝特等人則召開ALO全種族會議，募得2千名日本玩家轉換帳號潛行UW支援人界軍。
瓦沙克以SAO時期的帳號（PoH）再次登入，並指示部下以抹黑日本人的手段募得4萬名中韓玩家，造成日本玩家幾乎全滅。
桐人甦醒後分別以「藍薔薇之劍」和「夜空之劍」的武裝完全支配術消滅了包括PoH在內的剩餘中韓玩家總計三萬人。
愛麗絲成功離開UW後，桐人因打敗了加百列而結束戰爭，但同時美國傭兵不小心啟動了極限加速，使桐人與亞絲娜被困在UW內部將近兩百年之久，此外被桐人變成了一棵大樹的PoH也被困在極限加速狀態的UW中約四十年的時間 。
UW內部的死傷者為數萬人（包括人界與暗黑界）；在現實世界的影響則是日本與中國、韓國之間的關係惡化。
戰後，人界與暗黑界簽訂了永久和平條約，後代稱之為「異界戰爭」。
四帝國之大亂
於人界曆381年，人界四大帝國的四位皇帝以人界統一會議違反《禁忌目錄》為由欲鎮壓之，但在人界統一會議的討伐之下，四帝國不敵人界統一會議的軍隊而潰滅。東帝國、北帝國和南帝國的三位皇帝已確定戰死，但卻無法找到西帝國皇帝的遺體。
此戰役之後，桐人正式下令廢除四大帝國與封建制度，使貴族間不再存在階級制度。舊上級貴族的奉祿也全部取消，只能拿到不足以養家糊口的金額。
黑皇戰爭
以桐人為首的人界統一會議與黑皇帝（人界四帝國舊皇帝殘黨）之間的戰爭。

### 種族
人類
Underworld的居民，為RATH以精神原型培育而成的人工搖光。
人界人和暗之種族一樣由搖光驅動的個體存在，被設定了「貪婪」、「掠奪」等負面性格作為避免搖光崩潰的保險，但也有一些擁有正向的特質。暗之種族是為了對人界人的搖光性能而設定的最終壓力測試。
人族
一般的人類，會被闇之國的亞人族稱為「伊武姆」，並依據膚色深淺的差異將人界及闇之國的人種區分為「白伊武姆」和「黑伊武姆」。
哥布林族
闇之國的居民之一，偶然會翻過山來偷羊或抓走小孩子，但一般都會被整合騎士消滅。
半獸人族
闇之國的居民之一，外觀為半人半豬的種族，偶然會翻過山來偷羊或抓走小孩子，但一般都會被整合騎士消滅。
巨人族
闇之國的居民之一，被設定了「傲慢」等負面性格作為避免搖光崩潰的保險，但也有一些擁有正向的特質。偶然會翻過山來偷羊或抓走小孩子，但一般都會被整合騎士消滅。
食人魔族
闇之國的居民之一，外觀為狼人的種族，偶然會翻過山來偷羊或抓走小孩子，但一般都會被整合騎士消滅。
神獸
UW中優先度最高的動物。人界的神獸原本共有40多隻，但最高祭司亞多米尼史特蕾達於人界曆100年左右為了獨掌人界的戰力而下令整合騎士殺死眾神獸，其中部分神獸也被亞多米尼史特蕾達變成神器。此外，桐人完成「機龍」越過終結之壁後，發現也有神獸棲息於終結之壁外側，但數目不明。
實際上為高質素的經驗累積型人工智慧，存活了百年時間的神獸都具備優越的智慧，有些神獸還會使用心念。
盡頭山脈守護龍
棲息在環繞世界的盡頭山脈的各地、保護人界不受闇之國的侵襲、世界最強的善良守護者之一。因最高祭司亞多米尼史特蕾達有著對於闇之國侵犯之勝利的絕對信心並且想要獨掌人界的戰力，便下令整合騎士把守護龍殺死。
北方白龍
出現在盧利特村傳說「貝爾庫利和北方白龍」中，北方的盡頭山脈裡的洞窟中的白龍。
因最高祭司亞多米尼史特蕾達有著對於闇之國侵犯之勝利的絕對信心並且想要獨掌人界的戰力，便下令把白龍殺死。
桐人、尤吉歐與愛麗絲三人在11歲時，在山脈洞穴的冒險中，發現了一座全部由藍色的冰組成的骨頭的山。那硬質的光輝簡直就像是用水晶雕刻而成的。一根根巨大的、各式各樣的骨頭堆積起來，形成了比三人還高的山。山的頭骨有著虛空的眼窩和細長鼻孔，後面伸出角狀地突起，突出的顎骨上排列著無數利劍似的牙。骨的上面佈滿劍傷，腳尖也缺了一大塊。三人推斷為白龍的屍骨，並推論白龍是由整合騎士所殺。最終由卡迪娜證實是由被改造成整合騎士的貝爾庫利所殺的。
在四帝國之大亂結束後的一年間，人界統一會議曾在桐人的主導下展開了「北方洞窟之守護龍再生實驗」。據羅妮耶所憶述，如果桐人與復生的白龍之間進行的問答有一絲錯誤，可不只是聖堂的盆栽遭到凍結就能夠了事了。
漆黑大蛇（暫稱）
棲息於行星亞多米娜的蛇型神獸，雌性。
星王時期的桐人曾把封印箱（內裡裝有解除深度凍結的方法與藥水）交給牠保管，讓刪除記憶後的桐人在經歷眾多考驗後到達大蛇面前取得箱子。然而，牠卻被黑皇帝勢力捕獲囚禁，並以藥物昏睡和不斷讓牠誕下幼體，再將其幼體改造成心念誘導彈。後來在桐人和耶歐萊茵等人的介入下，使牠和剩餘的幼體重獲自由，並把箱子交還給桐人。
魔獸
UW中優先度較高（僅次於神獸）的動物。
與神獸同樣，實際上為高質素的經驗累積型人工智慧，存活了百年時間的魔獸都具備優越的智慧，有些魔獸還會使用心念。
巨獸
UW中優先度較高（僅次於魔獸）的動物。
龍
東洋風格的巨龍，在人界中主要棲息於東帝國境內。
飛龍
西洋風格的巨龍，為整合騎士與暗黑騎士的主要坐騎，野生飛龍主要棲息於人界維斯達拉斯西帝國境內與暗黑界中。由於能被馴服，所以為少數不被最高祭司下令殺死的巨獸。
宇宙獸
棲息於宇宙的生物，身體主要由素因所構成的，人們依素因密度來區分等級。
神話級
深淵之恐懼（Abyssal Horror）
神話級宇宙獸，身體由暗素因所構成的，素因密度為27000。
桐人在開發宇宙時所遭遇的宇宙獸，由於過於強大且無法進行溝通，因此決定消滅牠。據紀錄，星王曾多次討伐牠，但每次都被擊碎成碎片，因碎片具備自我意識，會逃到宇宙某處後再次復原。在星界曆582年10月時，深淵之恐懼襲擊羅蘭涅與絲緹卡時，被再次潛行UW的桐人等人所消滅，碎片被愛麗絲以記憶解放術徹底消滅。

#### 天職
在人界中，非貴族的平民全部都會在10歲的春天被賦予《天職》。各家的長子基本會被賦予和父親相同的天職。
已經決定了的天職，無論是誰也不能更改，但若是在有生之年完成天職的人，能憑自己的意志喜好選擇下一個天職。四帝國之大亂後，人民可以隨自己喜好自由選擇和更改天職。
伐木手
盧利特村特有的天職，其責任為「砍斷惡魔之樹『基加斯西達』」。
第六代的伐木手為卡利塔。該職責到了第七代伐木手——尤吉歐和桐人那一代終於完成。
商人
道具商人

藥草商人
販賣農場培育的四大聖花。
香料商人
販賣香料及花卉種子。桐人手中的「賽菲利雅」種子便是向其購買而來。
打鐵匠
使用火爐、鐵砧及鐵鎚等敲打方式將金屬材料製成商品。
工匠
使用鑿子、鋸子及銼刀等刨削方式將金屬材料製成商品。
桐人在央都北聖托利亞第七區「薩多雷金屬工藝店」委託店主薩多雷製劍，將一塊可用三年的東帝國產黑煉岩磨刀石，耗費共六塊及整整一年的工時將基家斯西達的樹枝加工製成「夜空之劍」。
初等練士
修劍學院的低年級學生，懂得劍術等基本的武術和神聖術。
隨侍練士
12名成績優異的初等練士，作為上級修劍士的學徒負責在課餘時間照顧其起居生活和擔任練習的對手，也會接受上級修劍士的指導。
部分貴族在初等練士時期，因不想服侍別人而故意隱藏實力，避免自己成為隨侍練士。
高等練士
修劍學院的高年級學生，懂得劍術等基本的武術和神聖術。
上級修劍士
12名成績優異的高等練士，為修劍學院中的精英學生，平時在課餘時間會專注於鑽研武術，但也會作為指導生教授隨侍練士劍術等武術。
與其他高等練士不同，上級修劍士擁有部分特權，如能訂製各種顏色的制服、擁有專屬的隨侍練士等。在四帝國之大亂前，上級修劍士還擁有上級貴族的地位。在挑選隨侍練士時，貴族出身的上級修劍士之間擁有必須挑選貴族子女為隨侍的不成文規則。因此，三等爵士出身的索爾緹莉娜·賽魯魯特在挑選平民出身的桐人為隨侍後，曾遭到貴族出身的修劍士們抗議。
侍衛
擔任鄉村守衛的人員，在人界守備軍中為最低階的軍階，異界戰爭後取代整合騎士維持治安的職責，類似現實世界中的警察。
衛兵
較大城鎮編制的守衛人員。要成為衛兵必須於城鎮中的劍術大會中取勝。
部分衛兵還會獲得參加修劍學院入學試的資格。
近衛兵
負責護衛元首或帝城、首都警備任務的人員，階級較近衛騎士或近衛機士低。
懂得劍術等基本的武術、神聖術和騎術，會騎乘馬，隨著時代的轉變，星界曆時代的近衛兵會懂得駕駛操作機龍、機車等機器載具的技術。
人界的近衛兵主要直屬四帝國的皇帝，在四帝國之大亂後四帝國的近衛騎士團都遭到解散。在星界曆時代，近衛兵主要負責護衛中央聖堂或政府的行政中心。
隊士
負責護衛元首或帝城、首都警備任務的軍務人員，階級較操士低。
懂得劍術等基本的武術、神聖術，懂得駕駛操作機龍、機車等機器載具的技術。
操士
負責護衛元首或帝城、首都警備任務的軍務人員，階級較機士低。
懂得劍術等基本的武術、神聖術，懂得駕駛操作機龍、機車等機器載具的技術。
近衛騎士
負責護衛元首或帝城、首都警備任務的人員，隨著時代的轉變，其職責被近衛機士所取替。
懂得劍術等基本的武術、神聖術和騎術，會騎乘馬。
人界的近衛騎士主要直屬四帝國的皇帝，在四帝國之大亂後四帝國的近衛騎士團都遭到解散。「人界代表劍士」桐人與「人界副代表劍士」亞絲娜的近衛騎士，主要由羅妮耶·阿拉貝魯·薩提斯里與緹潔·休特里涅·薩提滋兩名整合騎士擔任。
近衛機士
負責護衛元首或帝城、首都警備任務的人員。
懂得武術、神聖術和駕駛操作機龍、機車等機器載具的技術。
「星王」桐人與「星后」亞絲娜的近衛機士，主要由阿拉貝魯家族與休特里涅家族出身的整合機士擔任。
將軍
主要負責統領軍隊的軍務人員，階級較司令官低。
在人界主要由四帝國的近衛騎士團長擔任，在暗黑界由暗黑騎士團長擔任。人界在四帝國之大亂後，四帝國近衛軍遭到解散，使人界所有整合騎士以外的士兵和將領都重新編入人界守備軍中，並由索爾緹莉娜·賽魯魯特擔任人界守備軍的將軍。
司令官
主要負責統領軍隊的軍務人員，階級較總司令官低。

總司令官
主要負責統領整個國家所有軍隊的總指揮官。
異界戰爭時，人界的總指揮官為整合騎士團第一代團長貝爾庫利，而暗黑界以闇神貝庫達為總指揮官；異界戰爭後，人界的總指揮官為整合騎士團第二代團長法娜提歐，而暗黑界的總司令官為拳鬥士公會第10代冠軍伊斯卡恩；在星界曆時代，整合機士團長會兼任Underworld 全軍（包括宇宙軍與地面軍）總司令官的職位，目前由耶歐萊茵所擔任。
整合騎士（Integrator／Integrity Knight）
人界的龍騎士，主要的軍務及維持治安的人員，直屬公理教會，異界戰爭後直屬人界統一會議。其職責為「護衛公理教會最高祭司亞多米尼史特蕾達」和「守護人界」，如「消滅靠近盡頭山脈的暗之種族」和「逮捕觸犯《禁忌目錄》的人」等，異界戰爭後其維持治安的職責被侍衛所取替。具備「祭司」資格，能進行婚姻登記。人界統一會議成立初期，整合騎士們也會同時在各部門身居要職，處理人界各項事務。
擁有一騎當千的實力，據卡迪娜爾所言，只需8名整合騎士便足以鎮守整個盡頭山脈。在異界戰爭發生前，暗黑界居民從未能殺死任何一名整合騎士，反而被整合騎士殺死的人更是多不勝數。懂得劍術等基本的武術、神聖術和騎術，會騎乘馬與飛龍，只有上位整合騎士會持有神器和懂得使用武裝完全支配術，但只有少數的騎士懂得使用心念。
實際是亞多米尼史特蕾達為了收緊人界居民提升系統權限所需的經驗和保留應付最終負荷實驗的武力準備，而把資質較高（如高戰鬥力、高體能、高智力、意志力強等）的人界人進行凍結天命與記憶修改的「合成祕儀」改造而成的，候補人選主要來自於違反指數高且能觸犯《禁忌目錄》的罪人和「四帝國統一大會」的冠軍。每個完成「合成祕儀」的騎士（除了里涅爾、費賽爾和尤吉歐外）都會被亞多米尼史特蕾達以「整合騎士是來自天界的神聖騎士，只要能完成使命就能回歸天界，而且能恢復天界時記憶並與家人重聚。」的謊言所欺騙，大部分騎士都相信此說法，但只有少數的騎士會質疑此說法，如貝爾庫利、謝達等人。據亞多米尼史特蕾達所言，生存了上百年的騎士都會被她進行記憶的再調整，除了避免搖光的記憶容量達到上限，還能避免騎士會萌生對她不利的思想。在亞多米尼史特蕾達去世前，整合騎士被禁止與人界人民接觸，而且逮捕了罪犯的騎士也會被刪除與罪人相關的記憶，藉此避免真相曝光。
整合騎士的命名方式為本名加上「辛賽西斯」和「編號」。異界戰爭後加入整合騎士團的騎士因沒有需要接受「合成祕儀」的改造，所以省略了「辛賽西斯」，改以完整姓名後接「編號」。
亞多米尼史特蕾達為了容易管理整合騎士團，會調整整合騎士的數目，因此實力水平較低或具備缺陷的騎士會被她淘汰。由於亞多米尼史特蕾達因「右眼的封印」的限制而不能親手殺人，而以各種手段處置不及格的騎士，如命令元老長將其石化並棄置及隱藏在中央聖堂裡，或使其葬身於整合騎士之間的決鬥中等。
在人界曆441年，整合騎士團正式解散，以及整合機士團正式成立。尚生存的整合騎士作出三種選擇，分別有以石化狀態接受封印、成為整合機士和辭職並展開新生活。接受了天命凍結的騎士（除了登出UW的愛麗絲）都自願以石化狀態與神器、部份飛龍一起封印在中央聖堂上層（第80至100層）。除此之外的騎士不是選擇成為整合機士，轉移至整合機士團中，就是辭職展開新生活。
暗黑騎士（Dark Knight）
暗黑界的龍騎士，主要的軍務及維持治安的人員。
懂得劍術等基本的武術、暗黑術和騎術，會騎乘馬與飛龍，目前只有前任暗黑將軍畢庫斯魯·烏魯·夏斯達能使用武裝完全支配術。此外，目前只有前任暗黑將軍畢庫斯魯·烏魯·夏斯達與其師傅能使用心念。
整合機士（Integrity Pilot）
Underworld 主要的軍務及維持治安的人員，隸屬星界統一會議，並取代已被封印的整合騎士執行職責。其責任為確保卡爾蒂娜與亞多米娜兩顆星球的安全，如討伐棲息於宇宙的宇宙獸。
在整合騎士團解散後，整合機士團正式成立。與整合騎士不同，整合機士無須改名，但會授予對應整合機士團所屬部隊的行動代號，如隸屬「藍玫瑰中隊」的整合機士其代號由「藍玫瑰」和編號組成。基本上由兩人為一組，藉以應對意料之外的狀況。
懂得武術、神聖術和駕駛操作機龍、機車等機器載具的技術，而且只有上位整合機士才能學習高階的秘奧義（高階劍技）、術式及被視為整合騎士秘術的心念。在星界曆582年時總計有數名上位整合機士懂得使用記憶解放術。在近乎和平的星界曆時代，雖然軍隊的規模逐漸縮小，但整合機士仍遵從「星王」留下的預言，接受嚴格的訓練，為將來與現實世界交流時可能會發生的衝突或戰爭作準備。
整合機士的入職條件嚴格，首先在學校的成績必須優異，如果能在星界統一武術大會中名列前茅會更好，然後作為士官候補生加入軍隊的部隊，在部隊中只有被判斷為資質較一般人高的人才能被推薦參加整合機士團的入團考試。
整合機士團長
整合機士團的團長，Underworld 全軍（包括地面軍、宇宙軍與黑曜軍）總司令官，上位整合機士的職位之一，星界統一會議的評議員之一。
為少數需由前任指定繼任人的職位，繼任人的條件只有必須為整合機士團的成員，沒有年齡或出身等限制。只要被前任團長指定為新任團長，除了前任團長本人、被選中的繼任人和「星王」外，任何人都沒有拒絕權。
整合機士團副團長
整合機士團的副團長，上位整合機士的職位之一，主要負責輔助團長。
飛行隊長
整合機士團藍玫瑰中隊的飛行隊長，上位整合機士的職位之一。
劍術師範
整合機士團的劍術師範，上位整合機士的職位之一，主要負責在軍中指導包括劍術在內的武術。類似現實世界中的日本幕府將軍的兵法師範。
術式教官
整合機士團的術式教官，上位整合機士的職位之一，主要負責在軍中研發與教授神聖術。
神聖術師／暗黑術師
專職高位神聖術解析與使用的人，部分術師還會開發藥物。在人界稱為「神聖術師」，而在暗黑界稱為「暗黑術師」，算是因地域差異而產生的不同稱呼。任職在各地教會和治療院。
大多數暗黑術師主要都是女性。

司祭
上級司祭
元老
公理教會文官，負責輔佐最高司祭、探査人界境內會觸犯《禁忌目錄》的罪人，有時會代替最高司祭下令。
最高司祭
公理教會地位最高的領導者，人界的最高支配者，也是人界神聖術師的最高權威。
魔女
暗黑界的女性暗黑術師。
拳鬥士
與鑽研劍術的騎士或鑽研術式的術師不同，拳鬥士是專精徒手格鬥與肉體鍛鍊的戰士，從小就透過徒手破壞刀刃等各式修行，鍛鍊對自身肉體的強悍想像，進而做到實質意義上的刀槍不入。但拳鬥士不擅長防禦神聖術等術式的攻擊。
因為「穿著防具會使得肉體的強度變弱」的思維，因此拳鬥士的衣著通常具備極高露出度，甚至上半身赤裸也是常見的事。
暗殺者
既缺乏高度物件操作權限，也缺乏術式行駛權限，因此專精毒殺之道的人。
皇帝
國家的統治者。
人界代表劍士
人界統一會議的領導者，四帝國之大亂後隨著四大帝國與皇族遭到癈除，成為人界實際上的統治者。
人界統一會議成立時由桐人所擔任，後來該職位隨著桐人被UW的居民推舉成星王而遭到取替。
人界副代表劍士
人界統一會議的副領導者，負責輔佐人界代表劍士處理職務。
人界統一會議成立時由亞絲娜所擔任，後來該職位隨著亞絲娜成為星后而遭到取替。
全權大使
為國家辦理外交事務的人員，類似現實世界中的特命全權大使。
星王
Underworld的王，由桐人擔任，負責治理卡爾蒂娜和亞多米娜兩顆行星。
在行星亞多米娜建立首個殖民都市後，由UW的居民推舉而成的，後來星王退位時把大部分的權限交接給統一會議的議長。
星王夫婦從UW中「消失」（被比嘉等人強制登出）後，星界統一會議為免有人冒認為兩人的親屬引起混亂，而把星王夫婦的名字從所有的文獻中消除，但仍有少數人會秘密留傳兩人的名字。
由於星王過於神秘，後世（星王夫婦「去世」後幾十年）有不少小孩都認為星王是童話故事般的存在。
星
Underworld的王后，星王（桐人）的妻子，由亞絲娜擔任，負責協助星王治理卡爾蒂娜和亞多米娜兩顆行星。
後來星王退位時也把大部分的權限交接給統一會議。
星王夫婦從UW中「消失」（被比嘉等人強制登出）後，星界統一會議為免有人冒認為兩人的親屬引起混亂，而把星王夫婦的名字從所有的文獻中消除，但仍有少數人會秘密留傳兩人的名字。
與星王同樣，由於星王過於神秘，後世（星王夫婦「去世」後幾十年）有不少小孩也都認為星后是童話故事般的存在。
議長
統一會議的議長，負責協助星王治理卡爾蒂娜和亞多米娜兩顆行星。星王退位時把大部分的權限交接給議長，成為Underworld 實際上的統治者。
評議員
統一會議的評議員，負責各司其職、協助統一會議處理各種事務。

### 組織、機關
世界中央公理教會
通稱「公理教會」，人界最高的統治機關，最高祭司為亞多米尼史特蕾達。在異界戰爭後被新成立人界統一會議所取替。
元老院
公理教會的文官部門，元老長為裘迪魯金。負責輔助最高祭司為亞多米尼史特蕾達和監察人界居民，如發現罪犯便命令整合騎士將其逮捕。
實際上是最高司祭將具備高度術式行使權限的人改造成會自動偵測違反指數的人偶所形成的。
異界戰爭後，以桐人與亞絲娜為首的人界統一會議取代公理教會接管中央聖堂後予以解散，眾元老在停止運作後全都於睡夢中逝世。
整合騎士團
公理教會的武官部門，異界戰爭後成為人界統一會議的武官部門。人界位階最高的武力組織，類似現實世界中的禁軍與國防部，負責保衛人界安全和逮捕罪犯。第一代團長為貝爾庫利；異界戰爭後由副團長法娜提歐成為第二代團長；第三代團長為貝爾切。
在人界曆441年，整合騎士團正式解散，其職責由新成立的整合機士團所取替。尚生存的整合騎士作出三種選擇，分別有以石化狀態接受封印、成為整合機士和辭職並展開新生活。接受了天命凍結的騎士（除了登出UW的愛麗絲）都自願以石化狀態與神器、部份飛龍一起封印在中央聖堂上層（第80至100層）。除此之外的騎士不是選擇成為整合機士，轉移至整合機士團中，就是辭職展開新生活。
修道士團
公理教會中負責解析、研究神聖術指令的組織，也統領人界所有教會。由稱為「神父」、「修女」的術師組成，異界戰爭前中央聖堂共有500名術師，全部都是按照最高祭司的命令，由能力優秀的修道士負責生育，在聖堂內出生長大。
由於4名上級司祭拒絕參戰，且在人界統一會議成立後因被發現中飽私囊而遭到放逐。近百名術士追隨他們離開，導致人數大幅下降。
人界守備軍
公理教會的軍隊，為最高祭司殞命後整合騎士團第一代團長貝爾庫利帶領公理教會所成立的軍隊，為人界首支正規軍隊。總指揮官為整合騎士團長。異界戰爭後隸屬人界統一會議，並由索爾緹莉娜・賽魯魯特擔任將軍管理。
士兵、將領都是自願加入的平民、貴族、侍衛、衛兵、近衛騎士、近衛兵、修劍學院的學生和畢業生。
士兵總數為5千人，動畫版為3千人。
四帝國之大亂後，四帝國近衛軍因四大皇族被廢除而解散，使人界所有整合騎士以外的士兵和將領都重新編入守備軍中。
誘餌部隊
又稱為「遊擊部隊」。由騎士長貝爾庫利負責領導的部隊，人數為東之大門的防衛戰後剩餘兵力中的5成（動畫版為3成），以「光之巫女」愛麗絲作誘餌，負責引開和分散暗黑界軍隊的兵力。
最終在現實世界玩家介入戰爭後，人界軍先後與以伊斯卡恩為首的部份暗黑界軍隊（拳鬥士、暗黑騎士和半獸人）、日本玩家結成同盟，對抗數萬名美國、中國和韓國玩家。
四帝國近衛軍
由四帝國的近衛騎士團所組成的軍隊，類似現實世界中的禁軍。由於人界極度和平，人界的大部分劍士都缺乏實戰經驗，且他們的劍術都只追求威力與美感，因此只是一支虛有其表的軍隊。整合騎士團組織人界守備軍時，四帝國的皇帝們以各種理由拒絕參戰及為人界軍提供任何支援。四帝國之大亂中，在皇帝們的命令下進攻中央聖堂但不敵，且皇帝們遭到整合騎士與人界守備軍討伐，事後因皇族被廢除而解散。
諾蘭卡魯斯北帝國騎士團
隸屬諾蘭卡魯斯北帝國皇帝的近衛騎士團。四帝國之大亂後遭到解散，部分成員被重新編入人界守備軍。
維斯達拉斯西帝國騎士團
隸屬維斯達拉斯西帝國皇帝的近衛騎士團。四帝國之大亂後遭到解散，部分成員被重新編入人界守備軍。
伊斯塔巴利耶斯東帝國騎士團
隸屬伊斯塔巴利耶斯東帝國皇帝的近衛騎士團。四帝國之大亂後遭到解散，部分成員被重新編入人界守備軍。
薩哲克洛伊斯南帝國騎士團
隸屬薩哲克洛伊斯南帝國皇帝的近衛騎士團。四帝國之大亂後遭到解散，部分成員被重新編入人界守備軍。
人界統一會議／星界統一會議
人界最高的統治機關，代表劍士為桐人，副代表劍士為亞絲娜，負責治理整個人界。在桐人和亞絲娜分別成為「星王」和「星后」後，統一會議的職責拓展到治理卡爾蒂娜和亞多米娜兩顆行星。
在異界戰爭結束約一個月後（人界曆380年12月）正式成立，以取代因最高祭司死亡而分崩離析的公理教會。然而，四帝國的皇帝們都拒絕協助人界統一會議，後來更引發了四帝國之大亂。四帝國之大亂結束後，人界統一會議正式成為了人界實際上的最高統治機關。
在行星亞多米娜建立首個都市後桐人被推舉為UW的「星王」，而亞絲娜成為「星后」。在星王退位並把大部分權力交接給人界統一會議後正在改名為「星界統一會議」。
在星界曆582年時，現任議長為歐巴斯·哈連茲。
整合騎士團
人界統一會議的武官部門。在人界曆441年，整合騎士團正式解散，其職責由新成立的整合機士團所取替。尚生存的整合騎士作出三種選擇，分別有以石化狀態接受封印、成為整合機士和辭職並展開新生活，參照「整合騎士團」。
人界守備軍
人界統一會議的軍隊，參照「人界守備軍」。
整合機士團
隸屬星界統一會議的武官部門，類似現實世界中的禁軍與國防部，取替已經被封印的整合騎士團執行職責。在星界曆582年4月時，現任團長為耶歐萊茵·哈連茲。
在整合騎士團正式解散後所建立而成的部門，在成立初期部分沒有接受封印的整合騎士轉職為整合機士，轉移至整合機士團中。在星界曆時代，表面上是隸屬宇宙軍，但實際上Underworld全軍（包括宇宙軍、地面軍與黑曜軍）皆由整合機士團管理，團長為管理UW整體軍事力量的Underworld全軍（包括宇宙軍、地面軍與黑曜軍）總司令官。整合機士團與宇宙軍的部隊及部隊成員的行動代號取名自花朵（特別是UW中的聖花）的品種名稱。
藍玫瑰中隊
隸屬整合機士團的部隊之一，推測取名自神器「藍薔薇之劍」。
第一機龍工廠
隸屬整合機士團的機龍工廠之一，負責機龍的生產及開發。第一代廠長為艾莉。
Underworld宇宙軍
通稱「宇宙軍」，星界統一會議的三大軍隊之一，其管轄範圍為天空和宇宙。
銀蓮花中隊
隸屬宇宙軍的四個部隊之一，取名自人界四大聖花之一的銀蓮花。
金盞花中隊
隸屬宇宙軍的四個部隊之一，取名自人界四大聖花之一的金盞花。
大麗菊中隊
隸屬宇宙軍的四個部隊之一，取名自人界四大聖花之一的大麗菊。
洋蘭中隊
隸屬宇宙軍的四個部隊之一，取名自人界四大聖花之一的洋蘭。
Underworld地面軍
通稱「地面軍」，星界統一會議的三大軍隊之一，其管轄範圍為陸地和海洋。
Underworld黑曜軍
通稱「黑曜軍」，星界統一會議的三大軍隊之一，其管轄範圍為暗黑界。根據傳統，司令官由暗黑界人所任職，而副司令官由人界人所任職。
侍衛廳
維持治安的部門，類似現實世界中的警視廳。
神聖術師團
人界統一會議中負責解析、研究神聖術指令的組織，也統領人界所有教會，基本上已經取替公理教會的修道士團。第一代團長為阿優哈·芙莉亞，大圖書館第二代司書為索尼斯·芙莉亞；第二代團長為賽魯卡·滋貝魯庫。由稱為「神父」、「修女」的術師組成。
桐人、亞絲娜把參與人界守備軍的術師加入中央聖堂，組成後來的「神聖術師團」，並對外招募見習生。
在亞絲娜的主導下，實行「治療院擴大計劃」，嘗試在大城市之外，於規模較小的村鎮建立治療院。除了專門使用治療術的常駐神聖術師之外，也發展藥物、繃帶和膏藥等的民間療法。
情報局
人界統一會議的情報部門，在元老院解散後成立的。局長為夏歐·修卡斯。
工廠
廠長為薩多雷。
諸侯
通稱「十侯會議」、「十侯」。
鐵血時代後各種族組成的組織，主要作為暗黑界的領導，從五大種族中推選十個代表作為闇之國的諸侯。分別為山地哥布林族長、平地哥布林族長、巨人族長老、食人魔族長老、半獸人族長老、暗殺者公會頭領、商工公會首領、拳鬥士冠軍、暗黑術師長、暗黑將軍。
異界戰爭後由伊斯卡恩擔任總司令。
暗黑騎士團
團長被稱為「暗黑將軍」，前任暗黑將軍為夏斯達。
謝達在定居暗黑界後，擔任暗黑騎士團的客席教練。
暗黑術師公會
由暗黑術師所組成的組織，提倡享樂主義，大多數成員為女性。
由於在異界戰爭中犧牲人數眾多，加上戰前排名前十的術士中，在戰後有8名下落不明，1人死亡，導致公會實力明顯下降。
拳鬥士公會
由拳鬥士組成的公會，拳鬥士的「冠軍」會被選為公會的首領。目前首領為第10代冠軍伊斯卡恩。
暗殺者公會
由暗殺者所組成的公會，透過長期研究的濃縮技法研究出及其強力的致死毒。
因公會中的成員多為不擅面戰鬥的弱小份子，因此雖位列十侯，但實際上影響力較薄弱。
在異界戰爭開戰前夕，由於公會頭領被捲入暗黑將軍的心念身亡，導致日後暗殺者公會實質上已分崩離析。
商工公會
負責在暗黑界進行商業買賣活動的商人所組成的公會，毋須在前線戰鬥。

### 家族
平民
滋貝魯庫家
盧利特村村長的家族，整合騎士愛麗絲・辛賽西斯・薩提和神聖術師團第二代團長賽魯卡·滋貝魯庫出身的家族。由於愛麗絲登出UW、賽魯卡以石化狀態沉睡，所以在人界曆時代後期已經斷絕後裔。
巴爾波薩家
盧利特村的富農家族。
渥魯帝家
渥魯帝農場主人的家族。
巴魯托家
衛兵家族。
貴族
在四帝國之大亂後，人界統一會議正式廢除了封建制度，使貴族間不再存在階級制度。
阿拉貝魯家
人界舊下級貴族（原六等爵士），整合騎士羅妮耶·阿拉貝魯·薩提斯里出身的家族，在星界曆時代與休特里涅家同為代代輩出整合機士的名門家族，但擔任整合機士的後代多為女性成員。
休特里涅家
人界舊下級貴族（原六等爵士），整合騎士緹潔·休特里涅·薩提滋出身的家族，在星界曆時代與阿拉貝魯家同為代代輩出整合機士的名門家族。
薩卡萊特家
人界舊下級貴族（原五等爵士），薩卡利亞領主家族，祖先為劍術流派「薩卡萊特流」的創始者。
芙莉亞家
人界舊下級貴族（原五等爵士），神聖術師團長阿優哈·芙莉亞與大圖書館司書索尼斯·芙莉亞出身的家族。
吉傑克家
人界舊上級貴族（原四等爵士）。在四帝國之大亂後，由於溫貝爾·吉傑克的作為，使吉傑克家所拿到的貴族奉祿比其他貴族的奉祿的金額還要少。
賽魯魯特家
人界舊上級貴族（原三等爵士），祖先為劍術流派「賽魯魯特流」的創始者，人界守備軍將軍索爾緹莉娜·賽魯魯特出身的家族。
安提諾斯家
人界舊上級貴族（原三等爵士）。在四帝國之大亂後，由於萊歐斯·安提諾斯的作為，使安提諾斯家所拿到的貴族奉祿比其他貴族的奉祿的金額還要少。
利邦提家
人界舊上級貴族（原二等爵士），諾蘭卡魯斯北帝國騎士團劍術指導的家族，家訓為「以強者之血餵劍」。
威魯茲布魯克家
人界舊上級貴族（原一等爵士），諾蘭卡魯斯北帝國騎士團將軍的家族，整合騎士艾爾多利耶・辛賽西斯・薩提汪出身的家族。
克因特家
人界舊上級貴族，北聖托利亞「帝立修劍學院」學院長阿滋利卡·克因特出身的家族，在星界曆時代為代代輩出軍人的名門家族。
奧利姆斯家
人界舊上級貴族，整合騎士涅魯基烏斯·辛賽西斯·席克斯提恩出身的家族，當年的繼承人是其姊珀莉·奧利姆斯。
哈連茲家
人界貴族，在人界曆100年左右已經斷絕後裔，後來法娜提歐・辛賽西斯・滋親自復興哈連茲家。
整合騎士貝爾庫利・辛賽西斯・汪與貝爾切·哈連茲·弗提出身的家族，在星界曆時代為代代輩出軍人的軍政界名門家族。
皇族
諾蘭卡魯斯皇帝家
人界諾蘭卡魯斯北帝國的皇族。原為人界四大貴族之一，最高司祭亞多米尼史特蕾達以神明般的姿態君臨人界後，被她任命為北帝國的皇族。在四帝國之大亂後，人界統一會議正式廢除了四大帝國與皇族。
維斯達拉斯皇帝家
人界維斯達拉斯西帝國的皇族。原為人界四大貴族之一，最高司祭亞多米尼史特蕾達以神明般的姿態君臨人界後，被她任命為西帝國的皇族。在四帝國之大亂後，人界統一會議正式廢除了四大帝國與皇族。
伊斯塔巴利耶斯皇帝家
人界伊斯塔巴利耶斯東帝國的皇族。原為人界四大貴族之一，最高司祭亞多米尼史特蕾達以神明般的姿態君臨人界後，被她任命為東帝國的皇族。在四帝國之大亂後，人界統一會議正式廢除了四大帝國與皇族。
薩哲克洛伊斯皇帝家
人界薩哲克洛伊斯南帝國的皇族。原為人界四大貴族之一，最高司祭亞多米尼史特蕾達以神明般的姿態君臨人界後，被她任命為南帝國的皇族。在四帝國之大亂後，人界統一會議正式廢除了四大帝國與皇族。

### 律法、制度
禁忌目錄
在Underworld中的所有人界人都必須遵守的絕對法律，羅列著各種「絕對不可侵犯」的事項，作為人界的人類不論自己的意願如何都「無法」違反禁忌目錄。
實體是由《公理教會》發佈，一本用純白的皮革裝訂起來的厚書。北、東、南、西帝國的所有城鎮和村落裡都必須至少有一本。
禁忌目錄和村子的規矩或帝國法不同。故名思議，上面列舉的全部都是《不能做的事情》，上至《反抗教會》、《殺人》、《盜竊》之類廣泛的禁忌，下至一年間捕獲的野獸和魚的上限，甚至不能餵給家畜吃的飼料之類細小的項目，總數超過了一千。當中已確認的包括「對教會謀逆」（第1章1節1項）、「不可故意削減他人天命」、「不可盜竊」和「任何人都不得越過圍繞人界的盡頭山脈」（第1章3節11項）。
小孩子們上的學校最重要的科目就是將這個禁忌目錄全部背下來，而「學校不教授目錄」這件事已經被目錄禁止了。
據愛麗絲的经历，如违反会被系统所发现，并被整合骑士所抓。
在公理教會成立後，由桂妮拉（亞多米尼史特蕾達）制定，其背後的目的是防止人民透過殺敵、殺野生動物等行為提高其物品操作權限。因此實際上禁忌目錄造成人界長達三百多年的停滯和貴族的腐敗，同時也造就許多受禁忌目錄保護的不合理行為，因此在Underworld大戰結束之後，身為「人界統一會議」人界代表的桐人決定對其做大幅度修改。
帝國基本法
諾蘭卡魯斯北帝國基本法
貴族賞罰權
帝國基本法中的條例之一，皇族與上級貴族（一等至四等爵士）擁有的特權，可對較自己低級的貴族和平民時，進行處分。為《禁忌目錄》所批准的，在四帝國之大亂後被人界統一會議所廢除。
盧利特村民規範
實體是保管在村長家的大約兩寸厚的一沓古老羊皮紙。
所有盧利特村的小孩子到了去教會的學校上學的年齡的時候首先就要學背這個。
整合騎士團規則
由整合騎士長所制定的規則。
人界基本法
由「人界統一會議」所制定的法律。
力量鐵則
暗黑界的唯一一條不成文規則，簡言之就是弱者必須對強者絕對服從。
五族和平條約
異界戰爭後於闇之國制定的法律，類似《禁忌目錄》，但相對的較原始。
作為從「力量鐵則」轉向法治制度的過度產物，尚保留了以不傷人性命為前提的決鬥制度。
星界法
由星王所制定的法律。

### 系統
單位ID（Unit ID）
Underworld中所有單位的ID，主要以英語字母與數字所組成的，人類單位的ID以人類的出生區域和出生順序所組成；物件單位的ID（物件ID（Object ID））以種類的縮寫和被定義為物件的順序所組成。。在星界曆時代，人類單位的ID被作為身份編號使用。
耐久值（Durability）
被Underworld的居民稱為「天命」。在Underworld中的所有物體，無論動植物或物品都會擁有的數值。相當於一般遊戲內「生命值（HP）」與「道具耐久值」的概念，類似現實世界中的生命或壽命。隨著物體種類的不同而各有長短，而從物體誕生起天命的最大值會隨著時間而漸漸增加，當到了某個頂點後再逐年削減，等到天命完全耗盡後，生物就會死亡而物品則會崩解（食物會腐爛）。
除非受到過大的傷害（折斷、大型缺口），武器能透過吸收附近的神聖力回復其天命。
物件操作權限（Object Control Authority）
Underworld中人類的系統權限之一，武器等物品的優先度如果高於物件操作權限，則不但無法好好使用，還可能減少自己的天命。
優先度（Object Class）
Underworld中物件的系統等級，其中優先度為40或以上的武器或道具都被定義為神器級；而優先度為39的武器或道具都被定義為名劍級、魔劍級。
系統操作權限（System Control Authority）
Underworld中人類的系統權限之一，被Underworld的居民稱為「神聖術操作權限」。
技能（Skill）
被Underworld的居民稱為「秘奧義」，原為SAO的技能系統但在原因不明的情況下被導入UW中，其中包括劍技，但沒有包含二刀流在內的10種獨特技能。
Code 871
RATH的研究人員「柳井」為了造成Alicization計劃實行上的阻礙所研發的程式，用來防止Underworld人違反法律或命令（人界人是「禁忌目錄」，闇之國人是「絕對服從強者」），與精神原型合而為一。據桐人所推測，設計該程式可能是為了暫時拖延RATH的計劃，之後在合適的時機奪取成果。之後被最高祭司亞多米尼史特蕾達利用，除了讓人界人服從公理教會和遵守《禁忌目錄》，還藉以找出能違反《禁忌目錄》的人製作成整合騎士。
另一稱為「右眼的封印」，只要對法律或命令有一絲叛意，便會造成右眼疼痛，同時視野會被渲染成紅色並出現的字樣。要突破限制相當困難，疼痛程度隨著想法的叛意程度而改變，當有意主動做出違反法律或命令的行動時，痛楚便會不斷增加，直至最後右眼便會遭到破壞。然而，有部分人會以各種理由鑽空子、歪曲法律等行為達到目的，如亞多米尼史特蕾達不會「親手殺人」；人界的皇帝不是視人民為「人類」而是「物品」；萊歐斯視違反《禁忌目錄》的尤吉歐已經不是「人類」。
桐人由於是外來者（天然搖光）所以不會受到此限制；成功突破限制的人目前只有尤吉歐、愛麗絲·辛賽西斯·薩提、利魯匹林、伊迪絲·辛賽西斯·潭。據菊岡所言，利魯匹林是以情緒回路突破限制，其性能仍遜色於以理論回路突破限制的「A.L.I.C.E.」。
伊斯卡恩因自行破壞右眼所以系統上是認定為未突破「右眼的封印」。
「871」與「柳井」的日語讀音相同。
違反指數（Levelling Index）
用來偵測人工搖光有無違反法律或命令的指數。中央聖堂的眾元老會以神聖術偵查人界各地，只要發現到違反公理教會權威或觸犯《禁忌目錄》的人，便會通知元老長，使其派出整合騎士予以逮捕。據卡迪娜爾所言，由於部分人的智力較一般人高，會對公理教會和《禁忌目錄》抱持懷疑的態度，因此違反指數才會比較高。
無限制地形變換
超級帳號01「創世神史提西亞」所屬的系統權限。
該權限能讓使用者自由控制或生成Underworld中的地形環境，如山脈、狹縫、隕石，甚至中央聖堂的牆壁。然而，每次使用該權限時便會有大量泛用視覺記憶資料瞬間往返主視覺化引擎與使用者的STL，為使用者的搖光帶來負擔而感到頭痛等副作用，情況嚴重時STL的系統會將使用者強制登出，搖光甚至可能會受損。因此，比嘉曾警告亞絲娜如果感到頭痛就必須立即停止使用該權限。
無限制破壞
超級帳號02「太陽神索魯斯」所屬的系統權限之一。能讓使用者無限制破壞廣範圍動態個體。
無限制滯空時間
超級帳號02「太陽神索魯斯」所屬的系統權限之一。
據比嘉所言，使用該權限時使用者只需透過想像便能在空中飛行。而詩乃主要以於ALO中飛行的經驗與用腳踏空氣的想像，在空中飛行和控制平衡，因此詩乃被加百列擊毁雙腿後無法飛行。
無限制自動回復（天命）
超級帳號03「地母神提拉利亞」所屬的系統權限。
使用者只需雙腳都腳踏實地，便能發動此權限自動吸收周圍的空間資源無限制自動回復使用者的天命及動態和靜態個體，但由於Underworld沒有痛楚吸收的功能，所以莉法覺得該權限的效果如同詛咒。
控制搖光
RATH為控制搖光所設定的高級權限，同時也是超級帳號04「闇神貝庫達」所屬的系統權限。
能直接控制搖光和在其中的記憶、感情、思想和人格等。後來加百列渴求靈魂的虛無心念與該權限結合，使加百列能在Underworld中吸收別人的記憶、意識、心念，甚至搖光。
「貝庫達的肉票」和最高祭司亞多米尼史特蕾達的「合成祕儀」都是由該權限衍生而成的。
緊急模式（Emergency Mode）
星王時期的桐人所研發的程式，當中央聖堂遭到攻擊時，中央聖堂的守護者便能啟動該程式，使用中央聖堂的防禦機能。
術式：
最高系統管理指令（Supreme System Supervisor Order）
簡稱為「SSS Order」。為星王時期的桐人所研發的程式，當中央聖堂嚴重損毀時才能使用的程式。然而，要啟動該程式必須要得到星王、星后與任何一名整合騎士三人的系統認證才能啟動，程式啟動後可使用中央聖堂的攻擊機能或避難機能。
在《加速世界》中，為Graphite Edge給予徒弟黑雪公主同名的駭客軟體。
術式：

#### 神聖術
以神聖力來發動的法術，需要一定天賦才能學習。相當於一般遊戲中的魔法，也是Underworld的居民對系統權限的認知方式。在闇之國則稱為「暗黑術」。
實際上是讓Underworld的人使用的系統命令。神聖術的「咒語」都是以「系統指令」開頭。
史提西亞之窗
最簡單的神聖術。擁有神聖力的人在畫出「史提西亞之印」（「S」和「C」的字母組合）後，指（點）向目標時會顯現出帶有淡紫色光芒半透明的「窗戶」，寬約15公分，高8公分，會顯示物體的天命殘量。
相當於玩家使用的狀態視窗。
對人類使用的話會出現「單位ID」、「天命」、「物件操作權限」、「系統操作權限」。
素因生成術
不同的素因有不同的作用，如光素因可以點亮物體或進行治療；熱素因可以用以攻擊。Underworld共有8種素因（網路版為10種），分別為 :
- 熱（燃）<>

術式：
此術式為產生熱素因，並將熱素因形成箭的形狀，再將炎熱之箭向前方直線發射。
術式：
此術式為產生熱素因，並以此來產生熱水。在與日清食品公司合作代言廣告時，愛麗絲使用此神聖術來加熱泡麵。
- 凍（冷） <>

術式：
此術式為產生凍素因，並將凍素因形成鳥的形狀，然後向前發射。
- 風 <>

術式：
此術式為產生風素因，然後將其引爆。
- 水<>
- 鋼（金屬）<>
- 晶（玻璃）<>
- 光 <>

術式：
此術式為產生光素因，並附著在特定物體上。
術式：
此術式為產生光素因來修復遭破壞或損失的器官（如修復因突破「右眼的封印」而被破壞的右眼）。
術式：
此術式為產生光素因，並將光素因形成閃電的形狀，然後向前發射。
- 暗 <>

術式：
此術式為產生暗素因，並將暗素因形成球體的形狀，然後向前發射。
術式：
此術式為產生暗素因，並以此來追蹤物品。
死蛆蟲
術式：
此術式會將範圍內所有人的天命移轉到施術者身上，並藉由這些天命製造暗素因，並將暗素因形成蛆蟲的形狀。蛆蟲會鎖定天命最高的敵人進行追擊。
天命轉移
術式：
此術式用於轉移自身天命到他人身上，或是反過來將他人的天命據為己有。
與可以是、或是，表示天命轉移來源以及目標。如果要同時指定兩個以上的人作為天命轉移的來源或目標時，須以作為連接詞。
天命凍結術
使生物停止成長及衰老的術式。
深度凍結（Deep Freeze）
術式：
天命凍結術的衍生術式，控制整合騎士的最終手段。
觸碰整合騎士身體，詠唱該神聖語和指定單位ID後，將其固定成石像。
解除核心防壁（Remove Core Protection）
術式：
直接解除人工搖光的保護，讓他人能夠直接對施術者的搖光進行無限制操作，製作整合騎士的第一步驟。危險性很高，只有身為系統管理者的最高祭司亞多米尼史特蕾達和她的複製品卡迪娜爾能夠使用。
有兩者方法可以解除核心防壁，一種是讓目標自願詠唱該術式；另一種是強制性解除，而後者需要比較久的時間。據元老長所言，過去愛麗絲因拒絕詠唱此術式而動用整個元老院耗時3天3夜以強制解除她的核心防壁。
合成祕儀
為操縱人工搖光的術式，最高祭司亞多米尼史特蕾達於約100歲時完成的術式，為完成此術式而利用了不少違反指數高或觸犯《禁忌目錄》的人們作為實驗品進行實驗。只有最高祭司亞多米尼史特蕾達和她的複製品卡迪娜爾能夠使用。亞多米尼史特蕾達曾於約100歲時以此術式封鎖自身部分情緒，並於150歲時還自身的搖光複製和覆寫在莉賽莉絲的搖光上，卻意外造就出卡迪娜爾；製作整合騎士時主要將人工搖光中最重要的某一段記憶抽出，以「敬神模組」的程式取代之，藉此製造出整合騎士。
物質形狀改變術
將物質的形狀改變。
物質變換術
將物質分子結構改變，使其變成另一種物質。只有最高祭司亞多米尼史特蕾達和她的複製品卡迪娜爾能夠使用。
亞多米尼史特蕾達以此術式將不少含有豐富空間資源的物件或生物（神獸）變換成神器；卡迪娜爾曾以此術式將自身的頭髮變換成兩把短劍，或將書籍變換成食物。
尤吉歐臨死前曾以心念發動此術式將斷成了兩截的藍薔薇之劍與自身的血暫時凝結成「紅薔薇之劍」。
神聖術咒語索引（Entire Command List）
術式：
RATH在建構Underworld時，為了防止實驗人員忘記「神聖語」（系統指令）而設計的，但在實驗人員登出後忘記消除，後來被當時壽命將至的桂妮拉所發現。
武裝完全支配術
解放武器還是素材時的記憶，藉此讓威力增強數倍的神聖術，可細分為兩個階段。讓神器與使用者的心念合而為一達到追溯原始記憶、力量，因此也可以有更多更強的效果與應用技。即使是上位整合騎士也需要經年累月地與神器一同修練才能使用。
只有優先度為40級或以上的武器（神器）能夠使用，部分優先度為31或以上的武具（魔劍、名劍等，星界曆時代被稱為人造神器）也能使用出類似武裝完全支配術的能力。由於使用時會消耗武器的天命，所以不可以太常使用。
依照詠唱術式結尾句的不同分為以下兩種：
術式：
武器強化術（Enhance Armament）
武裝完全支配術的第一階段，讓武器的記憶部分解放，發現新的攻擊力，並讓射程、規模、速度等大幅提升。
武器記憶解放術（Release Recollection）
武裝完全支配術的第二階段，讓武器的記憶完全解放，釋放狂暴的力量。這招可能會傷及自己、難以控制，所以非必要不會發動。
窺探過去術
記憶壓縮術

#### 心念系統
使用想像力產生「覆寫現象」，使用在攻擊、防禦等用途上，不需詠唱術語。就算是整合騎士也必須經年累月地修練才能靈活使用。察覺到心念系統並成功應用的人在Underworld極其少數，但人們都於無意識中使用心念，如大部分上級貴族會以自尊心強化劍技的威力；拳鬥士通過訓練克服對刀劍的恐懼，使身體能刀槍不入。然而，部分負面情緒會透過心念系統帶來負面影響，如索爾緹莉娜曾被自卑心所困，使她一直無法於比試中打倒渦羅；桐人與最高祭司交戰時，曾因挫敗與無力感而無法活動；亞絲娜使用超級帳號時，曾對刀劍斧頭等利器感到恐懼而被美國玩家砍斷手臂。
在星界曆時代，被視為由古代整合騎士所開發的秘術，只有上位機士才能學習心念的使用。
在作者另一部作品《加速世界》中也有同名系統出現，能力和性質也很類似，不排除該系統是《加速世界》這部作品中同名系統的最初版本。
以下為一般公認為心念發生的情況：
顛覆常識
桐人嘗試在北帝國栽種只能在西帝國才能開花的賽菲莉雅花，測試是否能短暫顛覆作為常識的民眾想像力。
神聖力移轉
桐人在學院時將周圍花朵散發的神聖力轉移到瀕死的賽菲莉雅花使其延命，並成功栽種。
破棄詠唱
最高司祭亞多米尼史特蕾達與卡迪娜爾在使用大部分神聖術時，都不需要詠唱神聖語，也能使出遠超越高級神聖術師的強大力量。
在故事後期，桐人與上位整合騎士都能直接以或使用武裝完全支配術（原本的武裝完全支配術需要大量詠唱）。
服裝變換
桐人曾經在斬殺元老長、最高祭司、PoH與加百列時，無意識地讓自己的外衣、髮型變換成SAO時期「黑色劍士」的樣貌；愛麗絲曾經讓自己的服裝變換成小時候的樣貌。
變形
加百列將自己與坐騎融合變形成六翼天使；桐人將黑色風衣的一部分變成翅膀。
射程延伸
桐人在斬殺元老長時，曾經將單發劍技「奪命擊」的射程從5公尺延長到15公尺以上。
灰沙龍捲風
暗黑將軍為了殺掉貝庫達，在臨終前與自己的神器融合而發動的記憶解放術，觸碰者會直接被消滅，無法防禦。但其中包含的「死之心意」，只要目標抱有對生存的執着，其搖光便會遭到破壞，但卻無法傷到毫無死亡恐懼的貝庫達（加百列）而功敗垂成。
吸收
加百列渴求靈魂的虛無心念和闇神貝庫達所擁有的操縱搖光權限結合，成為幾乎所有攻擊、神聖術、心念技都無法傷害到他的強大特性。
思考探查
加百列藉由吸收的特性，只需要透過對話就能輕微的吸取對手的情報、意識、記憶等。
感應
騎士長貝爾庫利能感覺到遠在暗之國首都，暗黑將軍死亡的事實。並且，還能與使用數百年的時穿劍同步，隨時都能知道確切的時間。
共感覺
在機龍試作品的試驗中，羅妮耶讓自己與密封罐內的熱素同步，監控是否有過熱失控的情況。
掃描
心念之臂
騎士長貝爾庫利與尤吉歐（整合騎士狀態）都曾使用，使用如同念動力一般將配劍從遠處吸引到自己手上。
無想太刀
前任暗黑將軍（畢庫斯魯·烏魯·夏斯達的師傅）的奧義，斬殺敵人時毫無拔劍及斬殺對手的想法，可謂究極的劍技。然而，前任暗黑將軍在與整合騎士長貝爾庫利的決鬥中被砍傷後，領悟到能超越「無想太刀」的下一個階段－－「心念太刀」。
心念太刀
由整合騎士長貝爾庫利參考「時穿劍」的武裝完全支配術「空斬」並以至少二百年時間所領悟的心念技。以心念形成無形的刀刃，甚至能扭曲對手的劍路、憑空發出斬擊。據前任暗黑將軍（畢庫斯魯·烏魯·夏斯達的師傅）所言，超越「無想太刀」的下一個階段就是與之相反的極端「斷然的確信」。
最高祭司曾經呼出一口氣就將尤吉歐射出的冰箭粉碎；貝爾庫利曾以不完整的心念太刀與心神喪失的桐人進行心念互擊；桐人曾粉碎用鋼素因做成的小刀、用意念彈開衛兵的劍。
心念手術刀
心念太刀的應用，桐人曾以心念手術刀切除神獸幼體腦中的寄生蟲。
心念防壁
桐人在甦醒後使用，可憑空擋下敵人的攻擊，就像是在自己或同伴身上包覆無形的防護罩一般。
心念之門
心念子彈
風素噴射飛行／光素飛行
桐人在甦醒後所使用的心念技，將身體的全部毛細孔都作為終端轉換產生光素，藉此達到類似瞬間移動的高速飛行，但速度仍遠不到真正的光速。
文庫版則是改成用想像直接將周圍的神聖力轉換成風素包裹自己與同伴，藉此減少風阻，並將風素連續爆發達到類似渦輪引擎的高速噴射飛行。
壓縮天命
桐人在甦醒後使用，將兩隻瀕死的飛龍收縮回龍蛋的狀態，藉此保住牠們的性命。
空之心念

### 武術
秘奧義
各武術流派中的奧義，參照「秘奧義」。
流派
艾恩葛朗特流
桐人所創立的劍術流派，主要包括桐人在SAO等虛擬世界中使用的劍技、技能和戰術等技術。在極度和平的人界中為實戰派的流派之一，且索爾緹莉娜認為此流派較賽魯魯特流靈活。與其他人界的流派不同，艾恩葛朗特流具備超過10種以上的包括單發技與連續技在內的秘奧義（劍技與技能）和能無延遲連續使用秘奧義的「秘奧義連攜」（劍技連攜），後來索爾緹莉娜曾指導過桐人武術（劍術、鞭法和體術等），桐人也因而將賽魯魯特流的部分武術融入艾恩葛朗特流中。
隨著尤吉歐的戰死、羅妮耶和緹潔石化沉睡，桐人和亞絲娜也沒有再指導他人劍術，使該流派在星界曆時代的人界中近乎失傳。
諾魯基亞流
人界貴族的主流劍派之一，在星界曆時代已發展出連續劍技且只有上位整合機士才能習得高階秘奧義，秘奧義為「雷閃斬」（SAO單手長劍技能「垂直斬」）、「水輪斬」（SAO單手長劍技能「水平斬」）、「雷閃斬·繚亂」（SAO單手長劍技能「垂直四方斬」）、「水輪斬·冰雨」（SAO單手長劍技能「水平方形斬」）。
海伊·諾魯基亞流
人界貴族的主流劍派之一，「諾魯基亞流」的進階版，秘奧義為「天山烈波」（SAO雙手劍技能「雪崩」）。
賽魯魯特流
賽魯魯特家族祖先所創立的劍術流派，在極度和平的人界中為實戰派的流派之一。由於賽魯魯特家族祖先曾得罪皇帝，所以家族被禁止使用主流劍派「海伊·諾魯基亞流」，唯有改用鞭子為主武器。以鞭子和單手劍作為主要武器，針對對手的弱點，以柔制剛。後來作為流派繼承者的索爾緹莉娜將艾恩葛朗特流部分劍術融入賽魯魯特流中，使其實力大增，因此在星界曆時代的人界中是唯一還保留艾恩葛朗特流部分劍術的流派。秘奧義為「輪渦」（SAO雙手劍技能「颶風」，但在賽魯魯特流中為單手長劍技能）。
瓦爾提歐流
人界北部邊境地區的主流劍派之一，秘奧義為「逆浪」（SAO雙手劍技能「背後突擊」）。
薩卡萊特流
薩卡萊特家族祖先所創立的劍術流派，人界北部邊境地區的主流劍派之一，秘奧義為「蒼風斬」（SAO單手長劍技能「斜斬」）。
比賽
薩卡利亞劍術大會
每年8月28日於人界諾蘭卡魯斯北帝國薩卡利亞所舉行的劍術比賽。參賽者被分成東組與西組，於比賽中獲勝的兩名優勝者能加入薩卡利亞衛兵隊。
帝國劍術大會
又稱「帝國劍武大會」。於人界各帝國所舉行的比賽，主要以劍術為主的武術比賽。只有各帝國的騎士團成員、衛兵與修劍學院的首席畢業生和次席畢業生可以參加該比賽，優勝者能代表帝國參加四帝國統一大會。
四帝國統一大會／人界統一武術大會
又稱「四帝國統一神前大會」、「四帝國統一武術大會」，人界主要以劍術為主的武術比賽。冠軍不但能成為整合騎士，其家族還會獲得大量獎金和上級貴族的地位。
實際上為最高祭司的騙局，冠軍不但因「合成秘儀」而失去昔日的記憶，家人更會被改造成「巨劍魔像」的一部分。
在星界曆時代，優勝者能代表人界參加星界統一武術大會。
星界統一武術大會
在星界曆時代的Underworld中最大型的武術比賽。
如果在大賽的排名中名列前茅，將來在軍隊中就職時，能增加被部隊推薦參加整合機士團入團考試的機會。如果修劍學院學生奪冠，更會特例畢業、進入軍隊。

### 道具／武器
黑煉岩磨刀石
伊斯塔巴利耶斯產的磨刀石，平常一塊可用三年。但工匠薩多雷在製作夜空之劍時光一年就耗掉了六塊。
魯貝利爾毒鋼
一種由本身具備麻痹毒性的礦物製成的材料，表面透著一層淡淡的深綠色，本身具備一定腐蝕性，因此以該材料製作的刀刃必須使用不受其腐蝕的紅木栗作為鞘的素材。
里涅爾和費賽爾的短毒劍就是由魯貝利爾毒鋼製成的。同時身上也備有解藥。
雖然魯貝利爾毒鋼本身即具備毒性，但暗黑界的暗殺公會則進一步將之搭配強力的毒藥使用，形成更凶險的武器。
米尼翁
暗黑術師以黏土配合術式製作的兵器，對於素因攻擊耐性較高，相對的較怕刀劍斬擊，其血液帶有一定的毒素。
在人界中，四帝國皇族歷代皆有隱瞞最高祭司，研究以米尼翁作為復活和永生的身體。而最高祭司亦有製作過米尼翁作為中央聖堂的守衛。
心念兵器
在星界曆時代，是軍隊和整合機士使用的主要武器。在《人界基本法》中列明，任何人在沒有獲得許可的情況下，禁止持有或使用心念兵器。
心念誘導彈
電擊劍
在星界曆時代，侍衛的主要武器。

#### 神器
在Underworld中，優先度為40或以上的武器或道具都被定義為神器。部分神器為自然生成的，如藍薔薇之劍、朧霞等；另一部分神器是以特別的素材所製成的或被最高祭司亞多米尼史特蕾達以物質變換術變換而成的。蘊含豐富空間資源的物件或生物都是製作神器的最佳素材，如基加斯西達的樹枝、南方土地上最古老火山深處的不死鳥、鐵血時代於暗黑界戰場上盛開的黑百合等。即使是亞多米尼史特蕾達也無法決定神器的持有者，只有神器會選擇自己的持有者。假如持有者與神器的記憶無法產生共鳴和同步，是無法發揮神器的性能，甚至無法發動武裝完全支配術。異界戰爭後，桐人發現亞多米尼史特蕾達所製作的神器具備強化持有者擅長的神聖術的性能。
在星界曆時代，神器和整合騎士團一起被封印。
時之刻印（Divine Object of Engraved Time）
又稱為「時鐘」，但被最高祭司稱為「System Clock」。
很久很久以前，央都的正中樹立的有著寫上數字的圓盤、並通過旋轉的指針知曉時間的建築物。不過，Underworld的人們總是仰望著那件神器而不認真工作，結果激怒了神明，被落雷破壞了。從此以後，人們只能通過辨別「告知時間的鐘樓」的鐘聲來確定時間。
現在只可能在給兒童看的畫冊上見到，造型類似於現實世界的指針型時鐘，其指針後來成為整合騎士長貝爾庫利的佩劍「時穿劍」。
告知时间的钟楼（Bells of Time Telling）
在所有的村落、城鎮，以及央都都有的建築物。
每個小時會響一次，每個整點奏響的鐘聲旋律都有所不同。Underworld中人界的居民是通過此神器來得知時間的。
整點時所奏響的鐘聲是對《索魯斯之光》的讚美歌。
藍薔薇之劍（Blue Rose Sword）
持有者為尤吉歐，ID為，優先度為45，藍白色劍身的單手長劍，劍身呈半透明。出現在盧利特村傳說「貝爾庫利和北方白龍」中的寶劍。據卡迪娜爾所言，是Underworld僅有四把、作為被終結山脈守護獸認可證明的「龍騎士專用武器」之一。在星界曆582年的Underworld中，為打開中央聖堂第80層大門的四把「鑰匙」之一。在戰鬥期間，劍身能夠散發寒氣和凍結敵人的傷口，戰鬥結束後還會自動清除劍身所沾染的血漬。
本身為位於盡頭山脈北方山頂上數十年不化的永恆寒冰，與冰封於其中的一株藍色薔薇。作為永恆友情的承諾，冰答應了薔薇臨終時的請求將薔薇永遠的包覆在冰之中，與冰融為一體。經歷長久的時間，最終化為一把長劍。因此，該劍擁有「冰」和「薔薇」的記憶。
在桐人、尤吉歐和愛麗絲三人11歲時的冒險時，在山脈的洞穴中，發現了出現在盧利特村傳說中的北方白龍的屍骨和藍薔薇之劍。尤吉歐在16歲時，他在每次休息日都搬運幾公里，期間將其藏於森林之中，直到將它搬到儲物小屋之中，總共用了3個月的時間。在桐人第二次潛行Underworld時，為了利用基加斯西達作為學習劍技的對象而重新拿了出來，在尤吉歐完成伐木手天職後，作為尤吉歐的佩劍持有。
尤吉歐在和最高祭司的戰鬥中壯烈犧牲，劍也斷成了兩截，尤吉歐臨死前以自己的血凝結成「紅薔薇之劍」的劍身，幫助桐人打敗最高祭司後變回斷成了兩截的狀態。桐人從心神喪失的狀態中恢復意識後，桐人以強烈心念重新修復，並成為構成桐人在UW中使用「二刀流」的雙劍之一。
在四帝國之大亂結束約一年多以後（人界曆382年2月下旬），桐人把此劍交託給曾擔任尤吉歐近侍練士的緹潔·休特里涅，而在許久之後因不明原因而再度回到桐人之手。
強化術：擴散白霧、纏繞冰之藤蔓束縛並冰封敵人。
解放術：將周圍空間完全冰封，並在冰層表面綻放薔薇花將敵人的生命轉換為神聖力，釋放到周圍。
夜空之劍（Night Sky Sword）
持有者為桐人，ID為，優先度為46，黑色劍身的單手長劍，劍身呈半透明。此劍的外觀與重量仿如SAO中的「闡釋者」。在星界曆582年的Underworld中，為打開中央聖堂第80層大門的四把「鑰匙」之一。
本身為數百年間吸收了廣大區域的資源的惡魔之樹「基加斯西達」樹頂的樹枝，由於此樹枝為所有樹枝中吸收了最多恩惠（空間資源）的一根樹枝，被桐人借用尤吉歐的藍薔薇之劍砍下來後，再交給工匠薩多雷消耗六塊東帝國產黑煉岩磨刀石（一塊可用三年）及整整一年的工時所打造出來的長劍，因此擁有「基加斯西達」的記憶。此劍能吸收周圍的神聖力暫時延長劍身的長度；在使用雙手劍技能時，整把劍（包括劍身與劍柄）還會暫時延長至雙手劍的長度。
一開始沒有名字，作為持有者的桐人也想不到適合的名字，直至尤吉歐在臨終前想起小時候在基加斯西達的樹蔭下和愛麗絲及桐人一同仰望夜空的回憶，而代替桐人為此劍取名為「夜空之劍」，也形容桐人的內心如同能包容整個世界的夜空。桐人讀取此劍的記憶時得知，基加斯西達渴求著朋友，而透過生長樹枝靠近附近的花草樹木，但自身卻不斷吸收附近的空間資源，使附近的花草樹木無法生長甚至全部枯萎，因而經歷了數百年的孤獨，直至其樹頂的枝條被桐人以藍薔薇之劍砍掉而獲得自由。因此夜空之劍與藍薔薇之劍對照著桐人與尤吉歐間友情。
愛麗絲在盧利特村隱居時，曾借用此劍幫助村民伐木以賺取生活費用。
強化術：吸收周圍的神聖力並釋放出以基加斯西達構成的漆黑木樁進行攻擊。
解放術：吸收大範圍空間資源（還會把天空暫時變成夜空的狀態），優先度上升至接近無限、暫時儲存吸收的空間資源，或是進行巨幅斬擊。除此以外，把此劍刺進敵人體內，還能把「基加斯西達」的記憶流入敵人的身體，使其變成一棵大樹。
金木樨之劍（Osmanthus Blade）
持有者為愛麗絲，優先度在夜空之劍之上，通體為金黃色的單手長劍。公理教會所保管最強、最古老的神器。在星界曆582年的Underworld中，為打開中央聖堂第80層大門的四把「鑰匙」之一。
本身為生長於Underworld人界正中央最古老的金木樨樹，後來由最高祭司將其變換成神器，其屬性為「永恆不朽」，擁有最高的物理攻擊屬性，且此劍的重量較夜空之劍重。與時穿劍不同，該劍能夠斬擊橫軸的空間。據桐人所推測，作為原型的金木樨樹為RATH最初設置具備「不可破壞屬性」的物件之一。由於劍身為金屬，所以無法長時間承受炎熱高溫，且會導熱和導電。
強化術：將劍身幻化成無數如花瓣細小的刀刃所構成的風暴，能切碎所有被捲進風暴的事物。此外，每片花瓣細刃的優先度足以媲美名劍級別的武器。
解放術：除了將劍身化為花瓣細刃的風暴外，也能完全變回金木樨樹，吸收陽光（神聖力）回復此劍的天命。
時穿劍（Time Splitting Sword）
持有者為貝爾庫利，鋼鐵色劍身的雙手劍，由最高祭司以神器「時之刻印」的指針製作而成。與金木樨之劍不同，該劍能夠斬擊縱軸的時間。由於作為持有者的貝爾庫利長年與該劍同步，因此貝爾庫利具備了準確得知現在時間的能力。
在與貝庫達的對決中，貝爾庫利以記憶解放術「裡斬」斬殺對方，然而也因此耗盡此劍的天命，與油盡燈枯的主人一同消亡。
解放術：超越時間的限制，將揮劍瞬間的威力留滯於劍刃劃過的空間，被貝爾庫利稱為「空斬」；或攻擊目標過去（10分鐘前）存在的位置，從而無視距離及任何防禦，直接斬殺現在的目標本身，但每次使用會大量消耗此劍的天命，被貝爾庫利稱為「裡斬」。貝爾庫利認為「裏斬」為背叛努力與不尊重武術的招式，所以很少會使用。
天穿劍（Heaven Piercing Sword）
持有者為法娜提歐，由最高祭司製作的一千面大鏡子進行物質變換而成的細劍。
強化術：射出藍白光線，連教堂的最高級大理石都能融化、貫穿。
解放術：不分敵我地四方齊射更強大的超高熱光線，甚至連使用者也會被傷害。之後不斷任意射出短光線，燒毀觸及的一切。
熾焰弓（Bow of Conflagrant Flame）
持有者為迪索爾巴德，紅色弓型武器，由南方土地上最古老火山深處的不死鳥幻化而成。
強化術：整把弓劇烈燃燒，即使弓弦斷了也能發射出巨大的火鳥形炎槍，但威力不足以融化教堂的最高級大理石。
解放術：釋放極其強大的火鳥形箭矢掃蕩敵人。
霜鱗鞭（Frostscale Whip）
持有者為艾爾多利耶，由東方土地上大湖裡的蛇王幻化而成。
艾爾多利耶犧牲陣亡後由愛麗絲持有。
強化術：讓鞭子提高射程、並能迅速分裂成多條鞭子。
解放術：完全變回巨蛇或變成無數條蛇，可自動搜索、攻擊敵人或吞噬敵人。此狀態下會讓術者本身被視為太古神獸級的生物，因此可能會吸引追擊高天命上限的術式攻擊。
闇斬劍（Dark Slash Sword）
持有者為伊迪絲，刀身呈現漆黑，會無視劍與鎧甲，直接進行攻擊。本身為Underworld中最古老的石頭，石頭被伊迪絲回收，再由最高祭司將其變換成神器，由於作為素材的石頭在數百年間從未接受過陽光的照射，一直存在於維斯達拉斯西帝國的湖底，所以擁有「黑暗」、「影子」和「寒冷」的記憶。
強化術：使刀身虛化，能穿透鎧甲的防禦及武器格擋，唯獨無法穿透人體；或將黑暗釋放到周圍，不管是敵人還是同伴都會被黑暗遮蔽視線。
解放術：製造出使用者的影子分身；或將黑暗釋放到周圍，不管是敵人還是同伴都會被黑暗遮蔽視線。
銀輝永恆（Silvery Eternity）
白銀與淡紫色混雜的細劍，似乎具備釋出空間資源的機能。
持有者為最高祭司亞多米尼史特蕾達，在尤吉歐化身為劍的捨身特攻下被徹底破壞。
巨劍魔像（Sword Golem）
最高祭司亞多米尼史特蕾達所創造的兵器。以「敬神模組」作為核心，再以30個神器級武具組合而成。每個神器級武具是由10個人變換而成，因此完成一個需要犧牲300人。為了抵抗最終負荷實驗的闇之國軍隊入侵，最高祭司企圖犧牲約一半人界的人民（約4萬人）來進行量產。此外，試作品的構成素材是與整合騎士重要記憶相關的人，並以整合騎士的記憶碎片作為動力來源，藉此誘發已變成劍的人們的情緒。試作品的敬神模組被化身為劍的尤吉歐徹底破壞。
朧霞
持有者為夏斯達，是夏斯達從師傅那裡繼承而來的武器，為暗黑騎士團歷代團長代代相傳的長刀，是作為VRMMO程式套件的Underworld在約兩百年前自動生成的神器，擁有「水」的屬性。
強化術：將刀刃化為霧氣，能夠施展出無視物理防禦、直接削減天命的斬擊。
解放術：形成灰色龍捲風，分解所有觸碰到它的物體。
雙翼刃（Edge of Twin Wings）
持有者為連利，優先度在藍薔薇之劍之下，外觀是一對呈「ㄑ」字形有開刃的回力镖，是由傳說中的比翼雙鳥幻化而成。
長度約40限（40公分），厚度跟紙一樣薄。殺傷力在天穿劍和熾焰弓之上，射程能夠達到約30梅爾（30公尺），缺點為重量過輕，而且飛行時會發出聲音。
解放術：將兩枚迴力鏢合體變成一枚大型十字手裡劍，能夠用意念進行操作，重量過輕和飛行時會發出聲音的缺點會被改善，射程更延伸到約100梅爾（100公尺）。
黑百合之劍（Black Lily Sword）
持有者為謝達。寬度只有1公分，厚度跟紙一樣薄的極細黑劍。據謝達的回憶中能得知這把劍的優先度為最高等級，但未說明其確切數值。
本身為「鐵血時代」闇之國大戰之後在戰場上吸盡戰死者鮮血而開放的一朵黑百合，由於吸收了整個戰場死者的靈魂（神聖力）而為最高祭司所渴望，因而指派謝達潛入闇之國將其帶回。
在異界戰爭中，與美國玩家們長期交戰而毀損。
燦爛之光（Radiant Light）
持有者為亞絲娜。超級帳號01「創世神史提西亞」所屬的細劍型GM裝備，優先度在金木樨之劍之上。在星界曆582年的Underworld中，為打開中央聖堂第80層大門的四把「鑰匙」之一。
烈滅陽炎（Annihilate Ray）
持有者為詩乃。超級帳號02「太陽神索魯斯」所屬的弓型GM裝備。
具備著積蓄陽光中的空間資源釋放出破壞射線的機能，但積蓄空間資源需時，所以無法連續射擊。
詩乃與Satorizer交戰時，詩乃曾以心念暫時把此弓變成自身記憶中GGO內所使用的狙擊槍「黑卡蒂II」。
青翠靈魄（Verduras Anima）
持有者為莉法。超級帳號03「地母神提拉利亞」所屬的長刀型GM裝備。
似乎具備將斬擊的範圍極度擴大的效果。
萌嵐
持有者為涅魯基烏斯，是由一顆高達7梅爾（約7公尺）的利柯蔥轉化而成，有著不需支撐也會自然保持直立的性能。

#### 人造神器
在Underworld中，優先度為39的武器或道具都被定義為名劍、魔劍等級別的武具，主要都是出自工匠的手藝。異界戰爭後，桐人發現存放在中央聖堂中優先度為31或以上的武具雖然遜色於神器級武具，但仍具備不同的特殊性能。在星界曆時代改稱為「人造神器」（簡稱「造器」），並能以科學技術製作和量產。
月影之劍（Moon Shadow Sword）
持有者為羅妮耶。優先度為39的魔劍級武器，單手劍，能使用出類似武裝完全支配術的能力。
羅妮耶在作為桐人的護衛前往暗黑界前，在亞絲娜陪同下於中央聖堂的武器保管庫中所挑選的。一開始沒有名字，羅妮耶在回程路上為它命名。
強化術：把該劍的部分天命變換成光素因並釋放到周圍，除了能治癒傷者，還能攻擊敵人。
風壓槍（暫稱）
為黑皇帝勢力所研發的槍械，屬抗心念裝備，透過爆發風素因把子彈射出，由於為試作品所以命中率較低。
強化術：心念無效化空間，使特定範圍內的心念暫時失效，也讓任何人在該範圍之內暫時無法使用心念。

#### 機器、裝置
密封罐
在四帝國之大亂結束後，由桐人主導下開發的容器，主要參考愛麗絲在異界戰爭中獨創的術式開發而成的。
用於存放素因生成術所生成的素因，主要作為機龍、機車等機器裝置的動力來源使用。
心念計
在星界曆時代，探知心念發動的儀器。在整合機士的機龍中也裝置了心念計。
機龍
在四帝國之大亂結束一年多後，由桐人主導下開發的機械載具。
主要參考現實世界中的飛機開發而成的，外形跟战斗机十分相似，但在Underworld居民的角度中，其外形跟飛龍相似。以密封罐中的熱素因、凍素因和風素因為動力來源進行噴射飛行，熱素因和風素因用作噴射飛行，而凍素因用作溫度平衡，避免熱素因過熱而發生爆炸。
作為Underworld首次出現的機械載具，其開發背後的目的是為了跨越圍繞闇之國邊境的「終結之壁」，為闇之國尋找肥沃的土地，從而避免兩界再度發生戰爭。
人界曆382年2月，以桐人為首的人界統一會議完成了試作品一號機與二號機。
於星界曆582年時已經是相當普及化的載具，甚至能夠進行行星之間的巡航。
試作品

試作品一號機
人界曆382年2月，以桐人為首的人界統一會議所完成的首個試作品。雖於試驗中能起飛，但因熱素因過熱而發生爆炸。
試作品二號機
人界曆382年2月，以桐人為首的人界統一會議所完成的試作品。雖能進行飛行，但無法起飛與降落（桐人以心念之臂進行起飛與降落的程序）。
軍用機龍
戰鬥機龍
宇宙軍和機士團所使用的機龍，類似現實世界中的战斗机。
在星界曆時代，機士團與宇宙軍的機龍受到嚴密管理，假如其中一架機龍失蹤會引起星界統一會議的混亂，且進行行星之間的飛行前必須向當地政府提出申請。
基尼斯七型
整合機士團的現役戰鬥機龍，從行星卡爾蒂娜飛行到行星亞多米娜的所需時間為約3小時。
提拉六型
宇宙軍的現役戰鬥機龍。
民用機龍
大型客貨運輸用機龍
一般市民所乘坐的公共機龍，類似現實世界中的民航飛機。
在星界曆時代，從行星卡爾蒂娜飛行到行星亞多米娜的所需時間為約6小時，但乘坐此機龍時必須出示市民編號。
澤法十三型（X'rphan XIII）
星王專屬機龍，取名自SAO第55層Boss級野生怪物「白龍澤法（X'rphan the White Wyrm）」。由於著重飛行速度的發展，該機體沒有武裝攻擊功能但具備隱形功能，且從行星卡爾蒂娜飛行到行星亞多米娜的所需時間為約1小時30分鐘。作為星王的桐人所研發的最後一台機龍，星王夫婦從UW中「消失」（被比嘉等人強制登出）後一直被封印在中央聖堂上層，期間艾莉一直定期清潔及保養此機龍。
機車
主要參考現實世界中的汽车開發而成的，但桐人認為其性能較接近現實世界中的電動車。
以密封罐中的熱素因為動力來源。
宇宙要塞

白菊一型宇宙要塞||}}
詳情見「中央聖堂」。
黑蓮二型宇宙要塞
由星王時期的桐人暗中製作的宇宙要塞。

### 植物
基加斯西達（Gigas Cedar）
生於盧利特村南部森林的大樹，又被稱為「巨神的大杉」。主幹直徑4公尺、樹枝頂端高達70公尺。木質像鋼鐵一般堅硬，用火點不著，它的根也到達了和樹梢一樣的深度。普通的斧頭一砍便會壞掉，尤吉歐的村落「盧利特村」的「伐木手」都用以代代相傳的「龍骨之斧」每天進行砍伐。
神聖語「基加斯西達」指的是「這棵樹從周圍的土地，汲取著史提西亞的恩惠。」只要有這棵樹在，附近的種子也不會有好收成。
被桐人和尤吉歐所砍掉，並以其樹頂的枝條製成神器「夜空之劍」。桐人讀取「夜空之劍」的記憶時得知，基加斯西達渴求著朋友，而透過生長樹枝靠近附近的花草樹木，但自身卻不斷吸收附近的空間資源，使附近的花草樹木無法生長甚至全部枯萎，因而經歷了數百年的孤獨，直至其樹頂的枝條被桐人以藍薔薇之劍砍掉而獲得自由。
實際是亞多米尼史特蕾達為了阻止人們大量開發土地獲得更高的生產能力而大量設置的阻礙物之一。
西魯貝樹
生長於北帝國境內盧利特村北邊的山谷。
其葉子摘下來的話在放出刺鼻的香氣的同時也會迅速變冷，是治療跌打損傷的寶物。
薔薇
在Underworld中，薔薇的優先度與價值在四大聖花之上。在人界中四帝國的皇族、貴族和平民都被禁止種植薔薇，只有公理教會才能夠種植，因此野生薔薇能以高價出售。
四大聖花
指春季的銀蓮花（Anemone）、夏季的金盞花（Marigold）、秋季的大麗菊（Dahlia）和冬季的洋蘭（Cattleya）。
此四種花是優先度高，能放出許多神聖力的花朵。每種花的花期各為一季，故整年都可以採收四種花結成的球型果實。
將果實用指頭捏碎就會飄散出綠色的光（神聖力）以供學生將其當做資源來練習神聖術。
賽菲利雅（Zephyria）
原產地在西帝國的花，桐人曾在修劍學院時期為了測試心意系統而種植在學院的花園中。此花的種子能用作香料用途。

## Unital Ring
「Unital Ring」缩写为「UR」。据名称来看似乎与「Ordinal Scale」有关，据小說版21卷内容来看似乎与《加速世界》也有关系。除了《Sword Art Online》和《Underworld》外，由The Seed系統構築的所有VRMMO遊戲平台融合而形成的新世界，形式為VRMMO SVG（生存遊戲）。設定上以到達「極光所指之地」為攻略目標。已知進入UR的玩家，技能只剩熟練度最高的一招、裝備只剩使用時間最長的兩件、防具只剩正在裝備的，出現有代表「口渴指數」（TP）、「空腹指數」（SP）的數值及等級欄。可以登出，但登出後虛擬體仍然留在原地。一旦在該世界中HP歸零，玩家角色就會被刪除並無法再登入。

### 遊戲舞台
新生艾恩葛朗特
參照「艾恩葛朗特」。
被強制轉移後，因墜落在大地上而變成遺跡。當時在內部未能逃出的玩家全數死亡，並在斯提斯遺跡復活。
賽魯耶提利歐大森林
桐人與亞絲娜的原木屋的掉落地點，有豐富的木材、石頭、天根草、黏土、水等重要物資，其洞穴中擁有豐富的鐵礦，但住著尖刺洞熊、大蝙蝠等魔物，河裡則住著長喙大鬣蜥、魚等生物。
巴特蘭卡高原
位於基幽魯平原的南部、吉魯魯帝拉草原的北部，為艾恩葛朗特的掉落地。其內部還有巴辛族居住的巴辛盆地，棲息著巨大蠍子、土黃色惡狼、避日蛛等魔物，地上則有五浦草、枯木等資源，地面上也有河流流過。
吉魯魯帝拉草原
位於巴特蘭卡高原的南部，有豐富的水源與食物，其上有斯提斯遺跡。
斯提斯遺跡
位於吉魯魯帝拉草原，為ALO玩家在UR的開始地點，也是ALO玩家在緩衝期間的復活地點，與阿爾普海姆的央都阿魯恩有些相似。
拉斯納利歐
桐人他們為了攻略Unital Ring而建造的的據點。它直接圍繞桐人和亞絲娜的木屋呈約半徑60m的範圍，內部分割為東南西北4個區域。 起初被稱為「桐人鎮」，但後來莉法命名為在凱爾特神話中並有「城堡」意思的「Las Nario」。
除了桐人的玩家團隊之外，也有NPC的巴辛族、帕特爾族和玩家們收服的使魔居住。

### 系統
口渴指數（Thirst Point，TP）
代表虛擬體體內水份的數值，如果數值下降虛擬體會感到口渴，須補充水份以回復該數值。如果TP歸零的數值，玩家的HP便會隨著時間的流逝不斷減少。
空腹指數（Starve Point，SP）
代表虛擬體體能的數值，如果數值下降虛擬體會因肚子餓而發出聲音，須補充食物以回復該數值。

#### 能力值
在Unital Ring中，每個玩家角色都具備的數值，每種能力都具備能力等級和各種衍生能力，第10級為能力等級的最高等級。玩家需要使用能力點數來解鎖能力或提高能力等級，目前玩家只能透過提升角色等級來賺取能力點數。基礎能力共有四種：「剛力」、「頑強」、「才智」和「俊敏」。
剛力
四種基礎能力之一。
頑強
四種基礎能力之一。
才智
四種基礎能力之一。
俊敏
四種基礎能力之一。

#### 技能
這個世界的技能，為根據行動來滿足PI觸發器的發動條件，就能獲得技能／熟練度上升的機會。而熟練度最高為1000.
細劍
參照「細劍劍技」。
單手劍
參照「單手長劍劍技」。
強健
木匠
石工
可用來製作武器類的綠尖岩製簡陋小刀、石頭小刀、石斧、石槍、石劍，還有道具類的石盤、石榔頭、磨刀石，和石磚、石頭地基等建築資材類，最後則是石頭小屋、石炕、石頭高爐、鑄造台、素燒窯等非手作類。
紡織
可用來製作天根草製簡陋草繩等物品。
木工
短劍
參照「短劍劍技」。
雙手劍
參照「雙手劍劍技」。
解體
打鐵
與SAO與ALO打鐵技能相同，可用來製作薄鐵板、鐵釘、高級鐵胸甲、高級鐵腰甲、高級鐵護足、高級鐵護手、高級鐵製長劍等。
精煉
可用來製作粗雜的鐵鑄塊。
鑄造
可用來製作簡陋的鐵砧、簡陋的鐵鎚子等。
陶工
可用來製作壺、杯子、碗、盤子、水甕等。
兩手用榔頭
與SAO和ALO的劍技相同。
斧頭
與SAO和ALO的劍技相同。
雙手用鎚子
與SAO和ALO的劍技相同。

#### 系統外技能
2H格擋
以左手撐著劍身來對抗劍技威力的防禦技。

### 道具／武器
黑色鞭痕
參照「黑色鞭痕」。
斷鋼聖劍
參照「斷鋼聖劍」。
世界樹之頂
參照「世界樹樹枝」。
古老的旋松原木
砍伐旋松樹即可獲得。
哈拉爾大衣
為桐人在ALO的主要防具,在轉移到UR後，因桐人未注意，而解除武裝而無法裝備。
裂開的灰崩岩
打擊類武器/素材，攻擊力大約為2.18，耐久力大約為5.44，重量大約為3.71。 
綠尖岩製簡陋小刀
可由敲打綠尖岩而獲得，為斬擊、突刺類武器，用來斬擊時，攻擊力大約為7.82，突刺時則大約為5.33，耐久力大約為10.05，重量大約為3.53。
天根草製簡陋草繩
將天根草綁起來後即可獲得，為道具／素材，耐久力大約為4.1，重量大約為0.65。
綠尖岩製簡陋捲繩小刀
為綠尖岩製簡陋小刀的升級版，持有者為桐人、亞絲娜、愛麗絲，將天根草製簡陋草繩纏繞在綠尖岩製簡陋小刀即可獲得，相比起綠尖岩製簡陋小刀，耐久力升級為15.82、重量變為4.18。
古老旋松經過製材的圓木
為將古老的旋松原木剝皮後的版本，可用木匠技能來修復柏木的圓木小屋，或擊殺尖刺洞熊。
五蒲草的簡陋細繩
由生長在荒地的五蒲草搓成的細繩，雖然堅韌但是不耐潮濕，巴辛族的人們會煮來吃，味道類似芋莖，可用木工技能來製作簡陋小屋。
五蒲草
生長在巴特蘭卡高原，可用來製作五蒲草的簡陋細繩或使用木工技能來製作簡陋小屋。
堅韌的樹枝
巴特蘭卡高原隨處可見的樹枝，可用木工技能來製作簡陋小屋。
燃燒的細枝
將樹枝放入營火即可獲得，為打擊、炙熱類武器或素材，打擊時攻擊力0.43，炙熱時0.37，耐久力1.44，重量0.69。
簡陋的火把
將五蒲草的簡陋細繩卷在樹枝上即可獲得，燃燒時間比燃燒的樹枝久。
伊蘇斯雷達
為西莉卡從ALO帶來UR的短刀，是從幽茲海姆獲得的神兵，轉移到UR後只剩下斬擊屬性的物理攻擊力，其他性能皆消失。
仲夏之風
為莉法從ALO帶來UR的混種劍，為古代級武器的上級神兵利器，單手拿時可發動單手用劍技，以雙手拿的話可發動一部份的雙手劍用劍技，能輕鬆砍倒巨大的旋松樹幹。但也有明顯的缺點，以單手拿時會太沉重，以雙手拿時則無法發揮威力。
古老旋樹經過製材的木板
將古老旋松經過製材的圓木砍伐後即可獲得，可用木匠技能來修復柏木的圓木小屋。
天根草的粗布
是以天根草的纖維製作的布料，可用來製作衣服。
尖刺洞熊的肉
擊殺尖刺洞熊後即可獲得，可用來馴服肉食性動物，或是做成烤熊肉、熊肉湯、熊肉乾等可用來供玩家吃、npc吃、或馴服肉食性動物。
天根草細繩
天根草製的細繩，可用來當作韁繩來馴服動物。
粗雜的灰色黏土
挖掘河邊土堤四處可見的和白土壤即可獲得，可用石工技能來製作石頭高爐。
粗雜的銑鐵鑄塊
將鐵礦石放進高爐後熔化成鐵漿，注入長方形的模子後精煉而成，可用來製作薄鐵板、鐵釘、高級鐵胸甲、高級鐵腰甲、高級鐵護足、高級鐵護手、高級鐵製長劍等。
簡陋的鐵鎚子
將鐵礦石或粗雜的銑鐵鑄塊熔化後注入鑄造台後使用鑄造技能來獲得，可用來製作簡陋的打鐵用鎚子。
簡陋的打鐵用鎚子
將簡陋的鐵鎚子與木棒結合後可獲得，可用其來打造薄鐵板或用打鐵技能來製作鐵釘、高級鐵胸甲、高級鐵腰甲、高級鐵護足、高級鐵護手、高級鐵製長劍等。
高級鐵胸甲
持有者為桐人、亞絲娜、結衣、莉法和愛麗絲，可用來防禦胸部。
高級鐵腰甲
持有者為桐人、亞絲娜、結衣、莉法和愛麗絲，可用來防禦腰部。
高級鐵護足
持有者為桐人、亞絲娜、結衣、莉法和愛麗絲，可用來防禦足部。
高級鐵胸手
持有者為桐人、亞絲娜、結衣、莉法和愛麗絲，可用來防禦手部。
高級鐵製長劍
持有者為桐人，可用來發動單手劍劍技和攻擊敵人。
畢娜
為西莉卡的使魔，在轉移時，被當成道具轉移到UR。
亞麻仁油
由亞麻而製的油，可用木匠技能來修復柏木的圓木小屋。
魔晶石
在UR中解鎖魔法技能的道具。